# 成人映画館

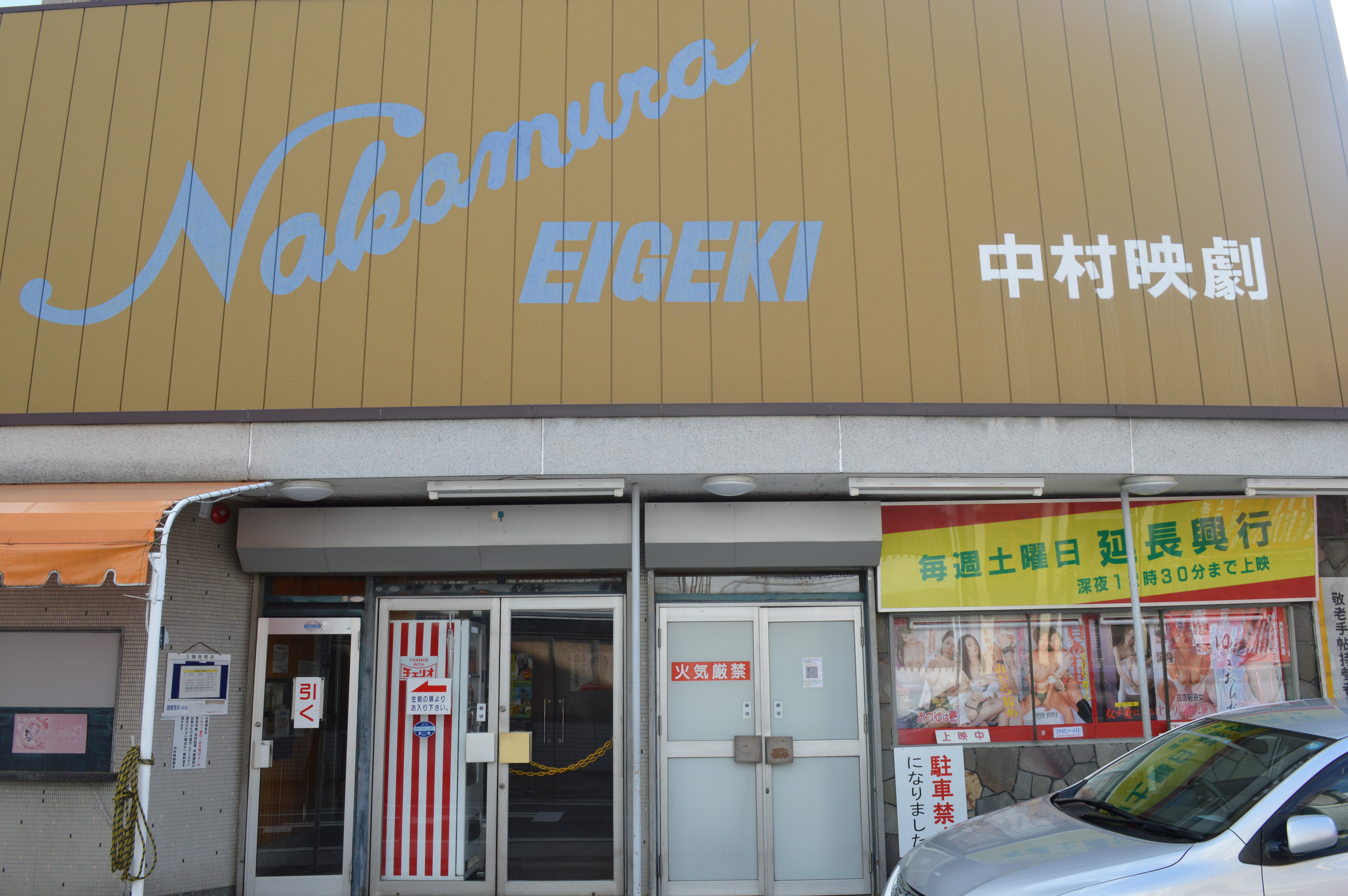
成人映画が上映される日本の映画館、名古屋市中村区の中村映劇

成人映画館（せいじんえいがかん）は、大人の観客向けにポルノ映画（成人映画）を上映する映画館である。
アメリカ等では劇場前のポスターは通常裸体を見せない特徴がある。

## 上映作品と観客
成人映画館は異性愛のポルノ映画だけでなく同性愛者向けのゲイ向けピンク映画を上映していることや、ゲイ専用映画館もある。異性愛のポルノ映画だけを上映している場合であっても異性愛者だけでなく両性愛者や同性愛者の男性が不特定者との行きずりの性交渉を求めてやってくることが頻繁にある。観客の圧倒的多数が男性である。
常連客については半裸や全裸であることや公然での自慰行為、性交渉については概ね厳格な規則はなく、明示的にせよそうでないにせよ支配人に容認される可能性があり、行為が法に触れるか否かについても地域の警察組織からは見逃される可能性がある。一部の映画館では上映の幕間にストリップショーやセックスショー、もしくは他の性風俗サービスが含まれる場合もある。
ビデオテープレコーダが出現する前は大抵の場合、一般人にとってハードコアポルノ映画が見られる唯一の場所であった。家庭用ビデオテープレコーダの出現に伴い多くの劇場が急速に閉館していった。

## 国・地域別の状況

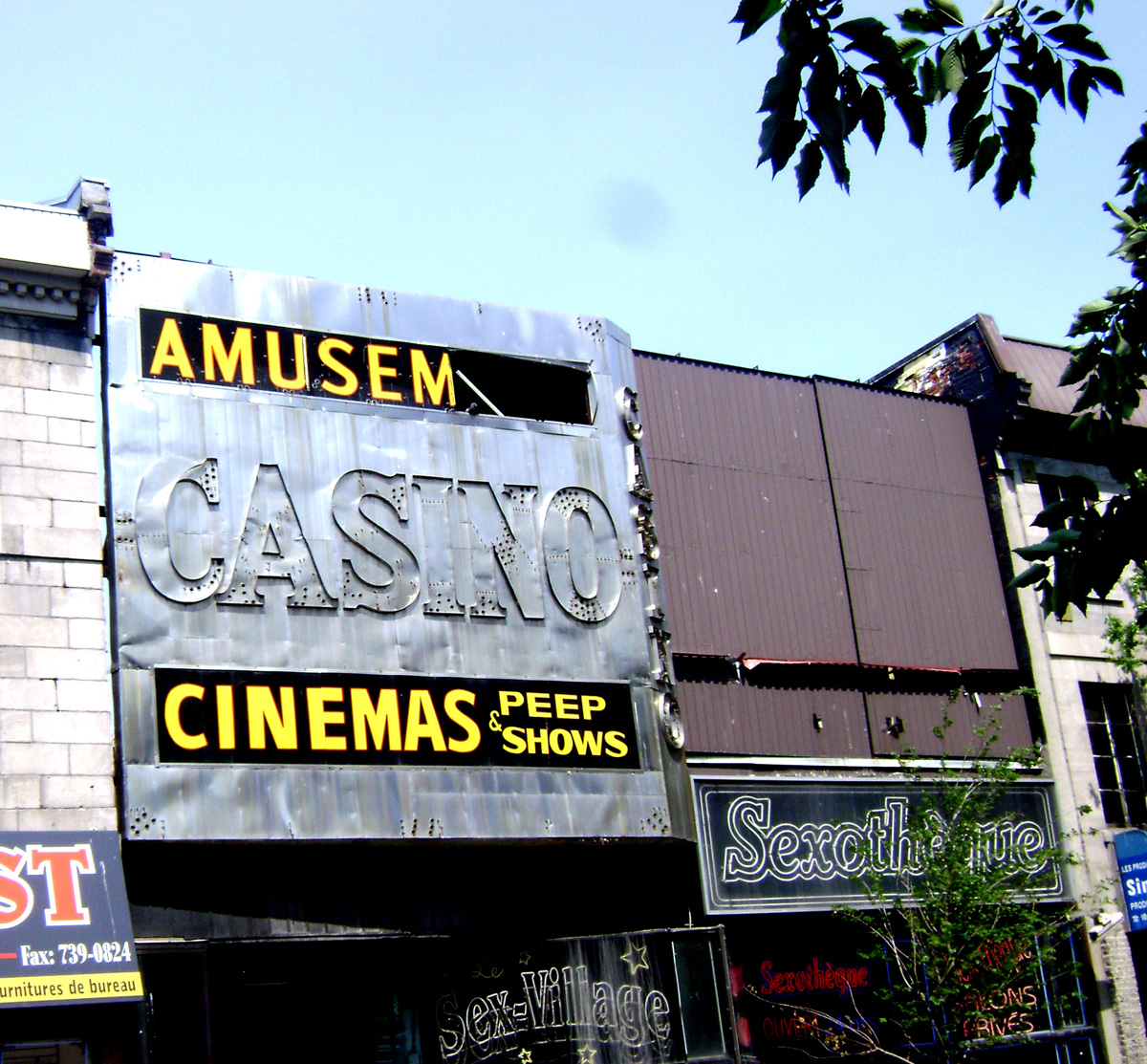
モントリオールのサンローラン通りにある成人映画館とピープショー（のぞき部屋）

### アメリカ合衆国
アメリカの初の成人映画館はカリフォルニアにあり、35mmフィルムのセクスプロイテーション映画を上映していた。1960年にはアメリカには約20館の成人映画専門館が存在した。1960年代後半から1970年代初頭にかけてアメリカ国内中に広まっていった。小さなストアフロント劇場では多くの席が埋まるほどの盛況であった。1970年までに750館の成人映画館がアメリカ国内に存在した。1970年代には成人映画館が上映する映画はセクスプロイテーション映画からいっそう露骨に女性の陰部を描写した16mmフィルムによるビーバー映画に変化していった。1980年代には運営費削減のため劇場経営者達は劇場を閉館し始め、1989年には250館ほどまでに減っている。
成人映画館の制限は地域によって異なり、地域や州の規制によって制限されることがある。地方自治体は一般的に住宅地、公園、協会、学校から一定の距離で成人映画館を営業することを禁じている。しばし、成人映画館は都市中心部での不動産価格を保護するために、都市郊外への移転を余儀なくされている。ワシントン州レントンではこの問題に関して1986年に最高裁判所に訴訟が起こされた。レントン市プレイタイムシアター社に対し判決では、学校、公園、教会、もしくは住宅地から100フィート以内で成人映画館を営業してはいけないというレントン市の条例を最高裁は支持した。また、この条例は成人映画館の営業を完全に禁止しているわけではないので、この条例はアメリカ合衆国憲法修正第1条に背いていないとし、劇場興行主の反論を退けた。

### オランダ
オランダでは約60館の成人映画館がある。
2010年には性的営業に関する法律が審理中であった。地方自治体での条例に加えて国の法律で成人映画館にポルノ陳列の許諾を得ることが必要となる仕組みが導入されている。企業広告には許可番号を記述しなければならない。劇場外部には許諾されていることを掲示し、同時に内部には許可証を複写したものを掲示しなければならない。
観客同士による非営利の性的活動には追加の許諾は必要ないが、建物内での売春行為については追加の許諾が求められる。

### イギリス
ロンドンのソーホー地区、ウォーカーズ・コートの通りに成人映画館がある。2010年8月の時点で1日中見るための入場料は14ポンドである。2スクリーン存在し、一方は異性愛者向け、もう一方は同性愛者向けのハードコアポルノ映画を上映している。男性専用の巨大なお手洗いもあり、ハードコアポルノを見ることができる個別のブースも存在する。このブースは隣接するアダルトグッズショップからも自由に入場できる。

### 日本

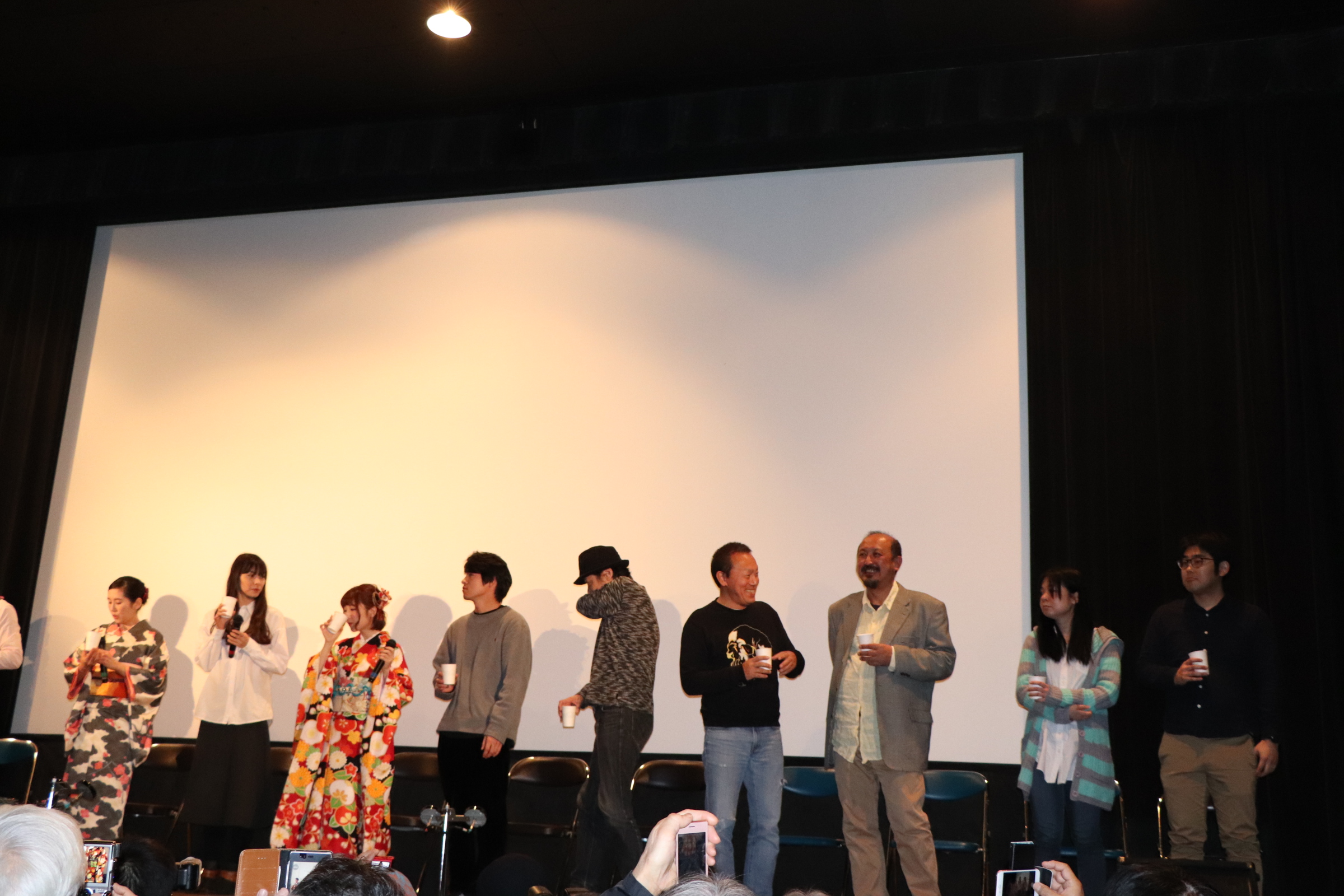
成人映画館での舞台挨拶（東京都台東区の上野オークラ劇場）

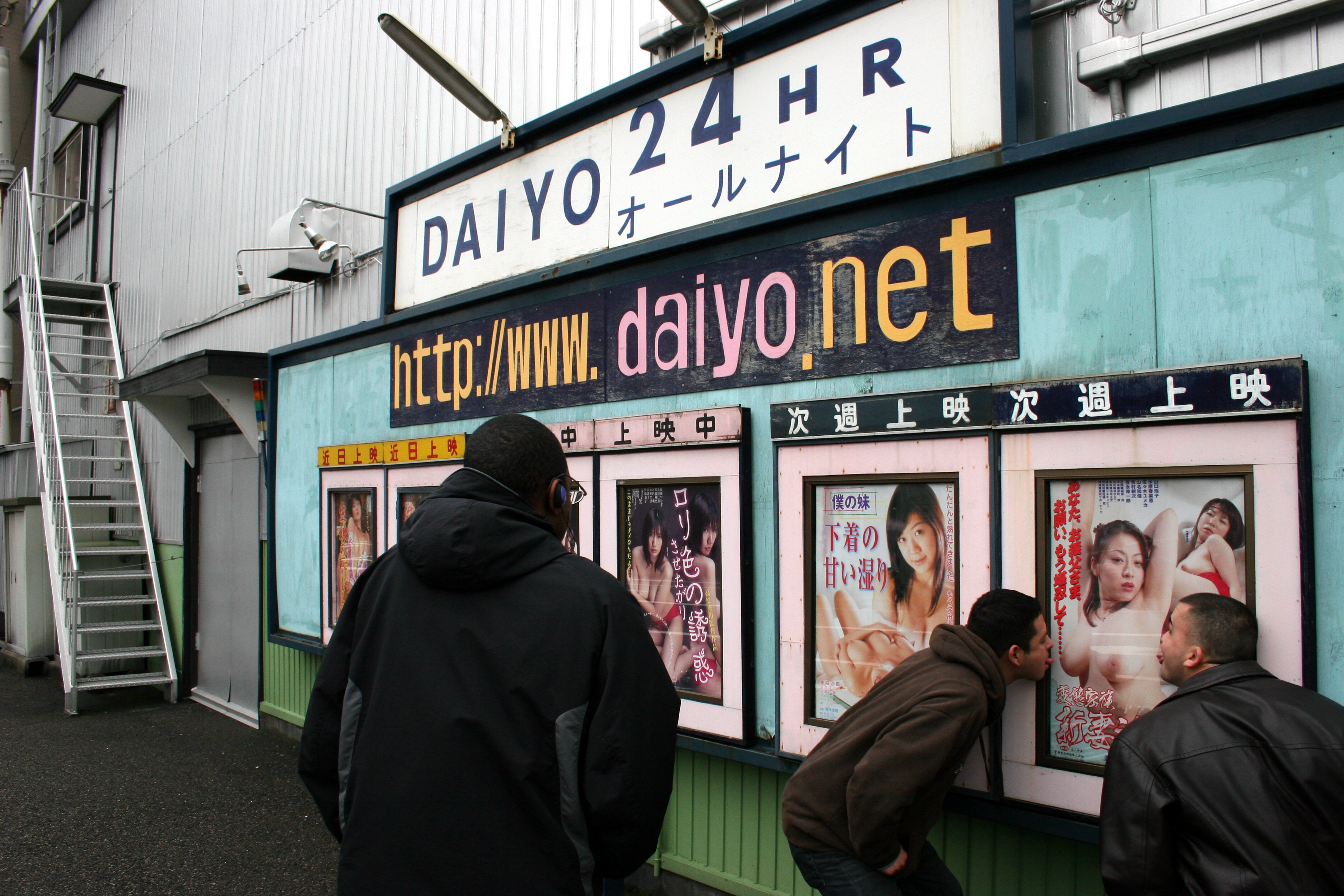
欲情をそそるポスター（新潟県新潟市の映劇大要）

#### 経営形態
都市部である東京・大阪・名古屋を中心に成人映画館が存在している。多くは繁華街や歓楽街に存在するが、住宅街や都市の郊外に立地する映画館もある。基本的に独立経営であるが、一部にはピンク映画の製作配給会社の直営館も存在している。

#### 上映作品
上映する映画は3本立てでの上映が多く（一部には1本のみ、あるいは4本立ての映画館が存在する）、入れ替え制では無い。ピンク映画の派生形であるゲイポルノ上映館は2本立てとなっている。古くは一般映画との混合上映館（昼間は一般映画、レイトショーでピンク映画を上映する場合がほとんど。一部では一般映画とピンク映画を同時上映する「三本立て興行」の場合もあった）も存在したが、レイティングの強化などによって現在は存在していない。オールナイト上映を実施している映画館、レンタルビデオ店や個室ビデオ店、喫茶店を併設している映画館も存在する。
上映作品の性質上、観客は男性が圧倒的である。また、ゲイポルノの専門館は、同性愛者のコミュニティの一角という性格（ゲイポルノ#観客と上映館を参照）から、基本的に女性の入場ができない。
1960年代後半から1970年代までは、映画と同時にピンク女優やストリッパーによる実演ショーを実施する映画館も存在していた。

#### 設備など
近年では女性専用席を用意したり、女性のみ入館可能な営業日を設定したりする成人映画館も存在する。
古くは扇情的な看板、ポスター、スチールなどが館外に掲示される事もあったが、様々な規制によって、2021年（令和3年）現在は必要最小限のポスターに限られている。これは製作者側が広報・宣伝に消極的なためでもある。近年は、週末に新作映画の女優・監督の舞台挨拶やサイン会を実施する映画館もある。
現在は老朽化や経営者の高齢化、デジタル上映への設備更新が不可能なため、立地する地域の再開発、あるいは（賃貸物件で営業している場合は）家主の都合（賃貸借契約の未更新）などから閉館する成人映画館が多い。しかし、一部の映画館は建て替え、あるいは閉館した既存の映画館に移転するなどして経営を続けている。2019年1月現在で45館ほどが営業している。また、少数ではあるが新規開館も存在する。2021年5月には成人映画館だった首里劇場（沖縄県那覇市）が名画座に転換した。

## 日本の成人映画館一覧

### 北海道・東北
- マッシブシアター - 北海道札幌市中央区　近日移転予定

### 関東
- 上野オークラ劇場・オークラ劇場2 - 東京都台東区
- 上野特選劇場 - 東京都台東区
- シネロマン池袋 - 東京都豊島区
- 横浜光音座1・2 - 神奈川県横浜市中区
- 水戸銀星劇場 - 茨城県水戸市

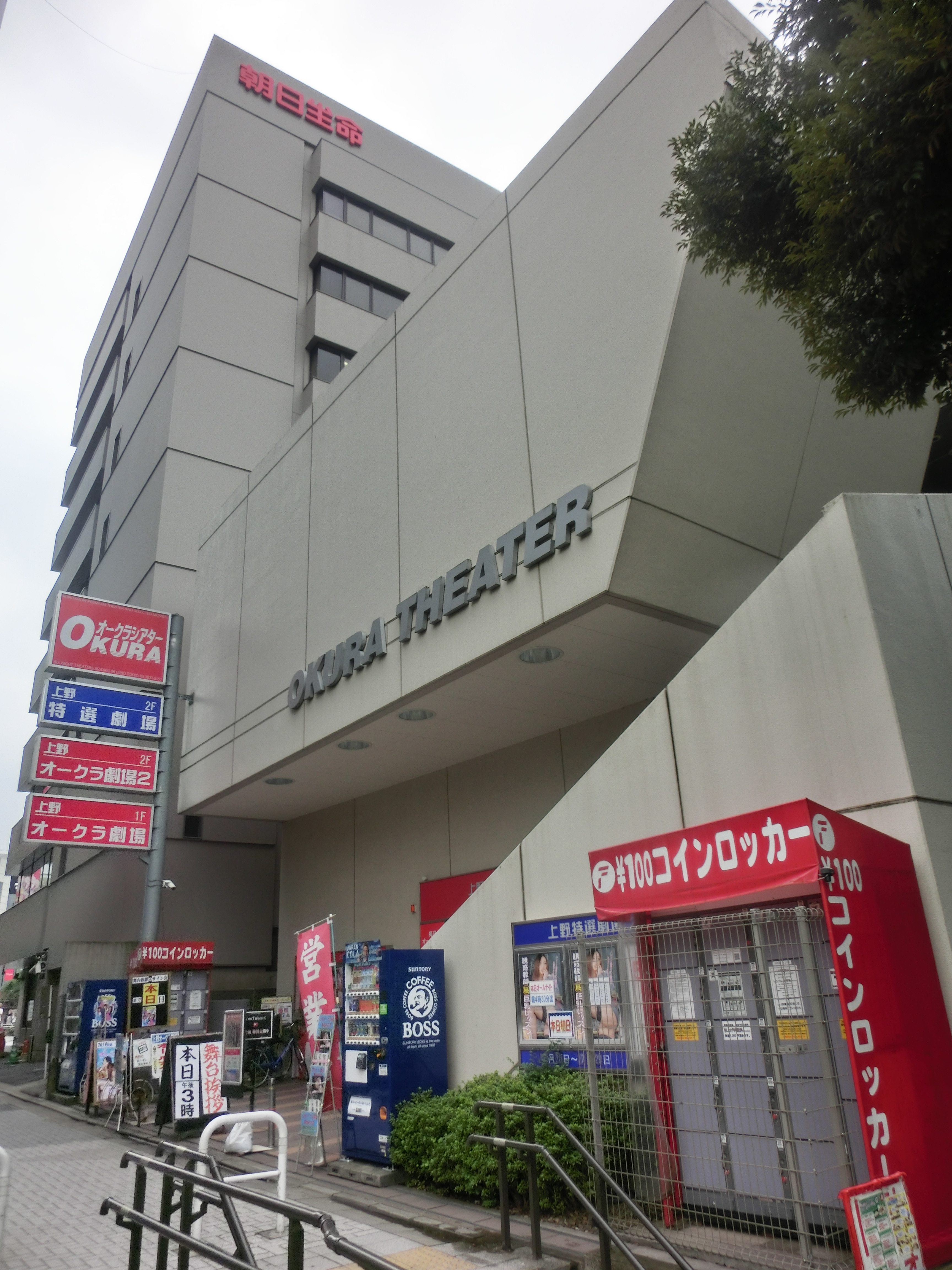
上野オークラ劇場（東京都台東区）
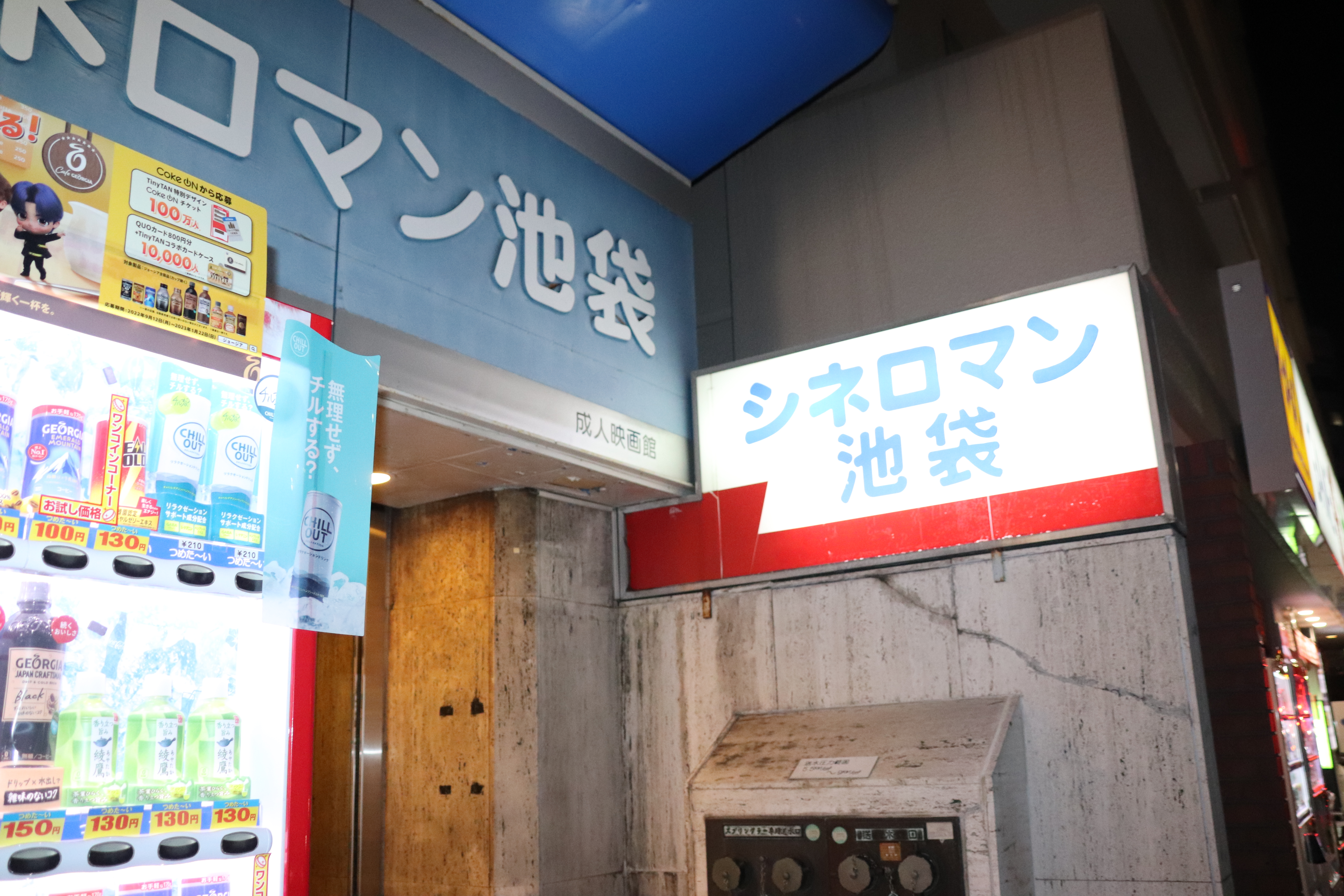
シネロマン池袋（東京都豊島区）
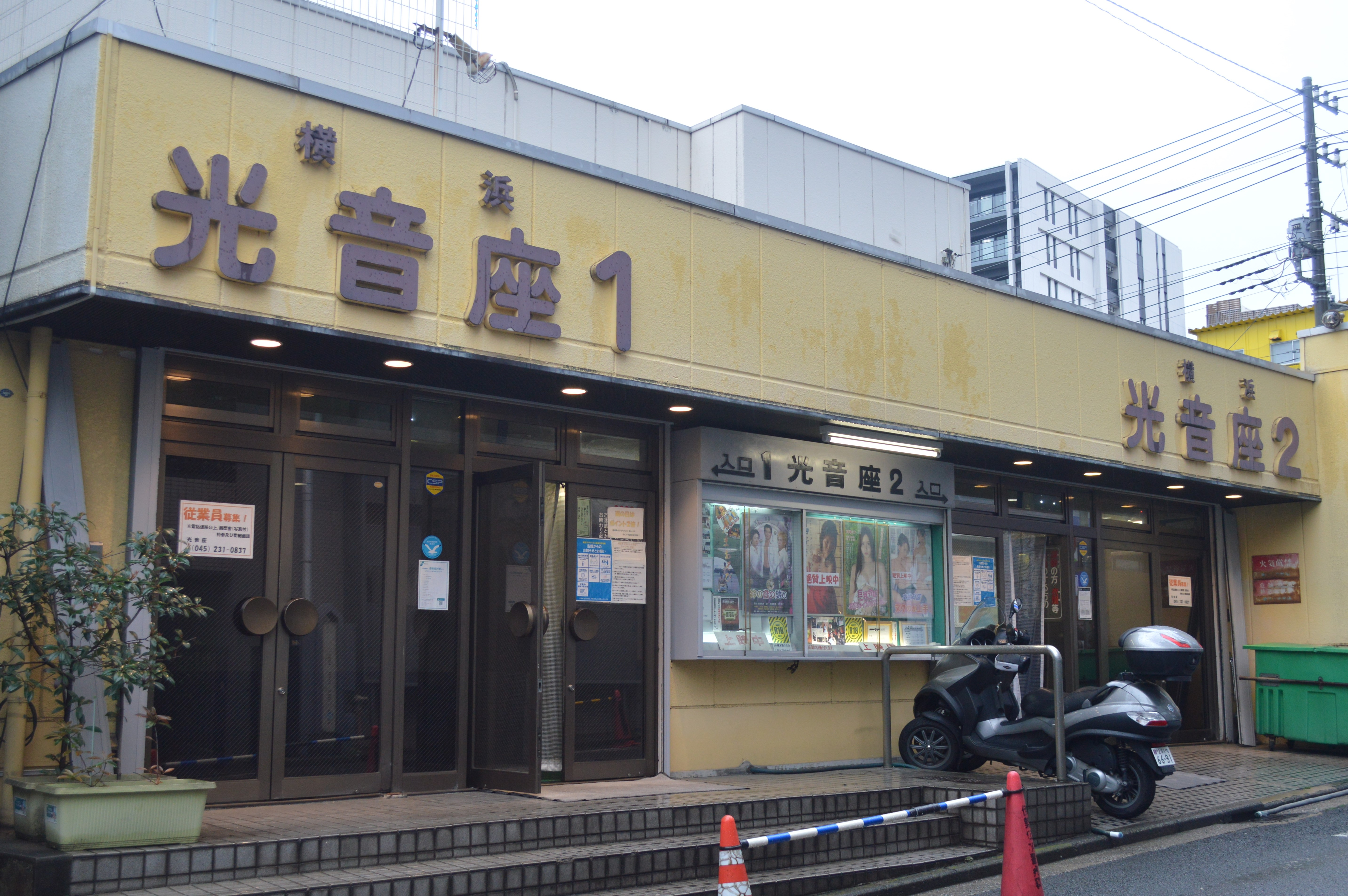
横浜光音座1・2（神奈川県横浜市中区）
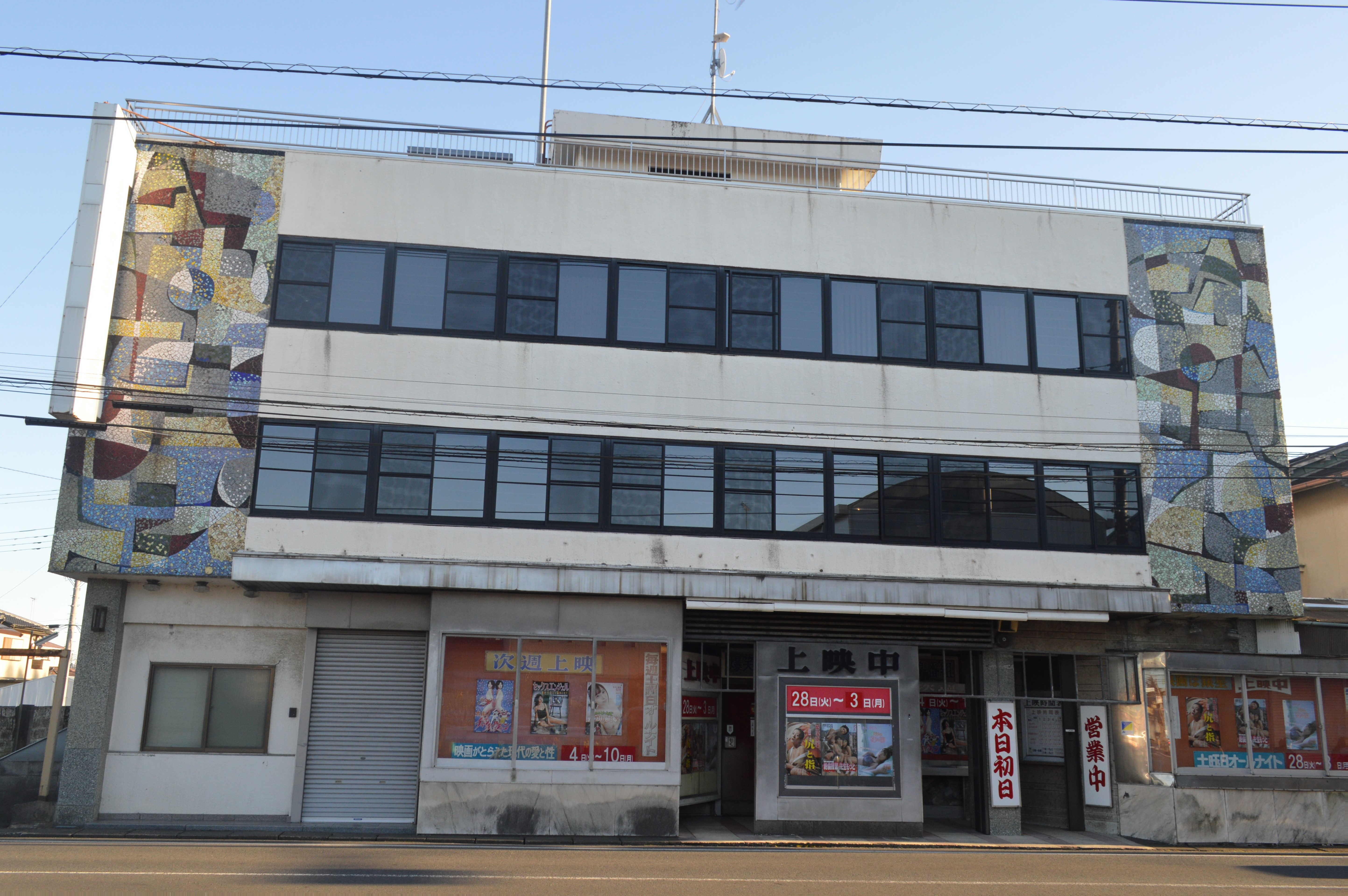
水戸銀星劇場（茨城県水戸市）

### 東海・甲信越
- 塩尻東座2 - 長野県塩尻市
- シネマハウス新映 - 静岡県浜松市中区
- 中村映劇 - 愛知県名古屋市中村区
- 春日井ユニオン劇場 - 愛知県春日井市
- 鶴城映劇 - 愛知県西尾市
- 松阪大映 - 三重県松阪市
- ロッポニカ四日市 - 三重県四日市市
- 岐阜朝日劇場 - 岐阜県岐阜市

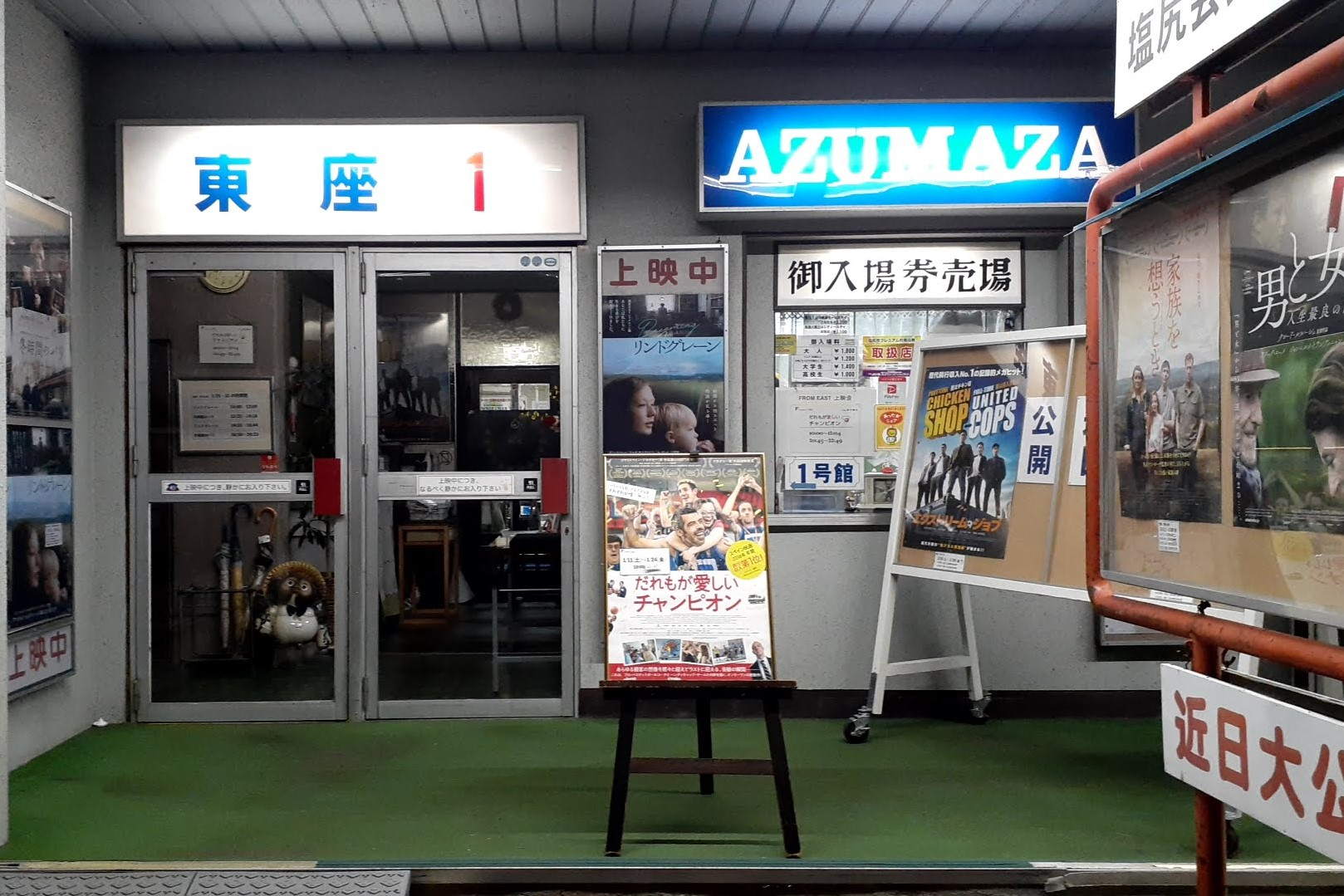
塩尻東座2（長野県塩尻市）
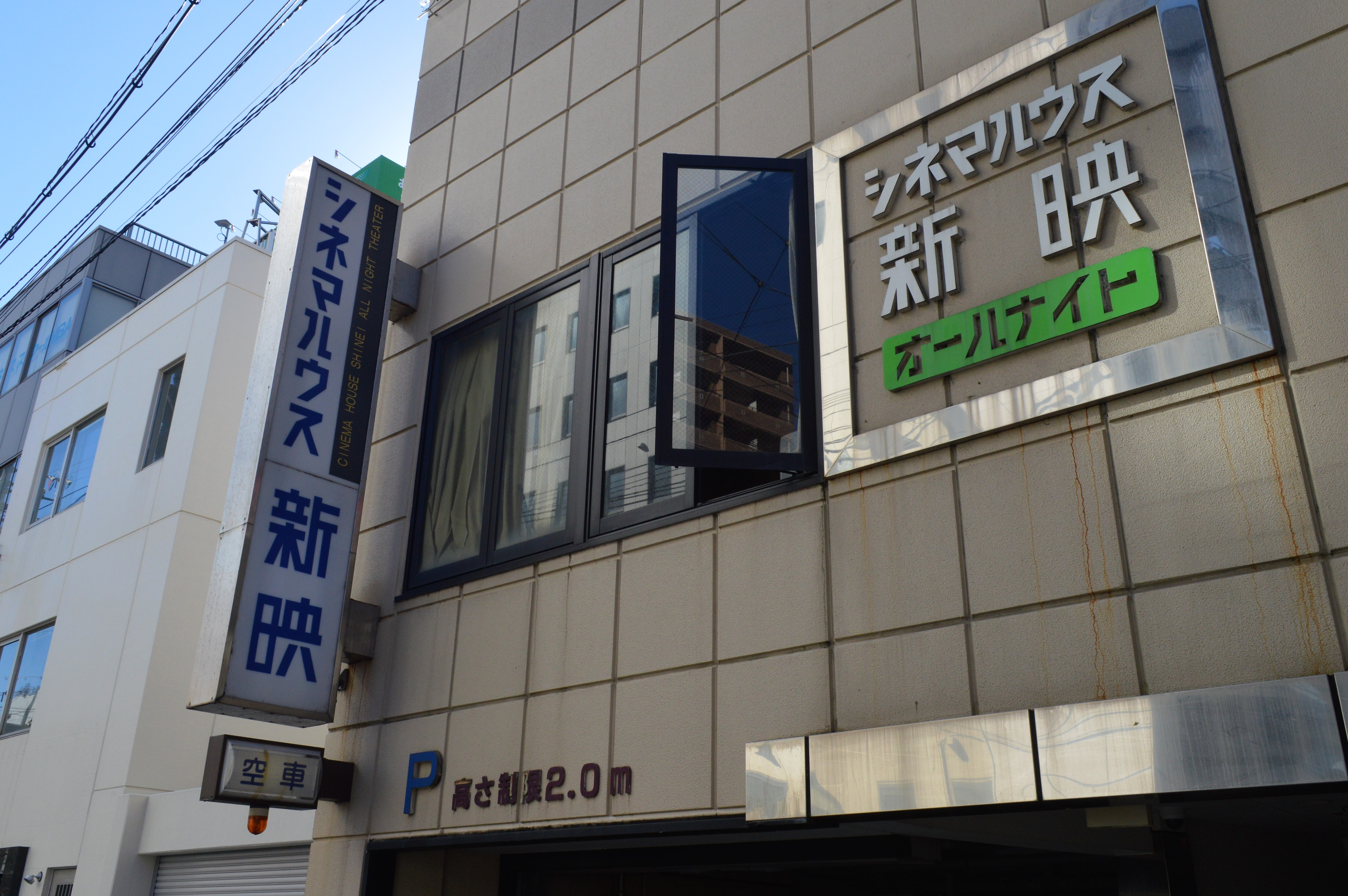
シネマハウス新映（静岡県浜松市中区）
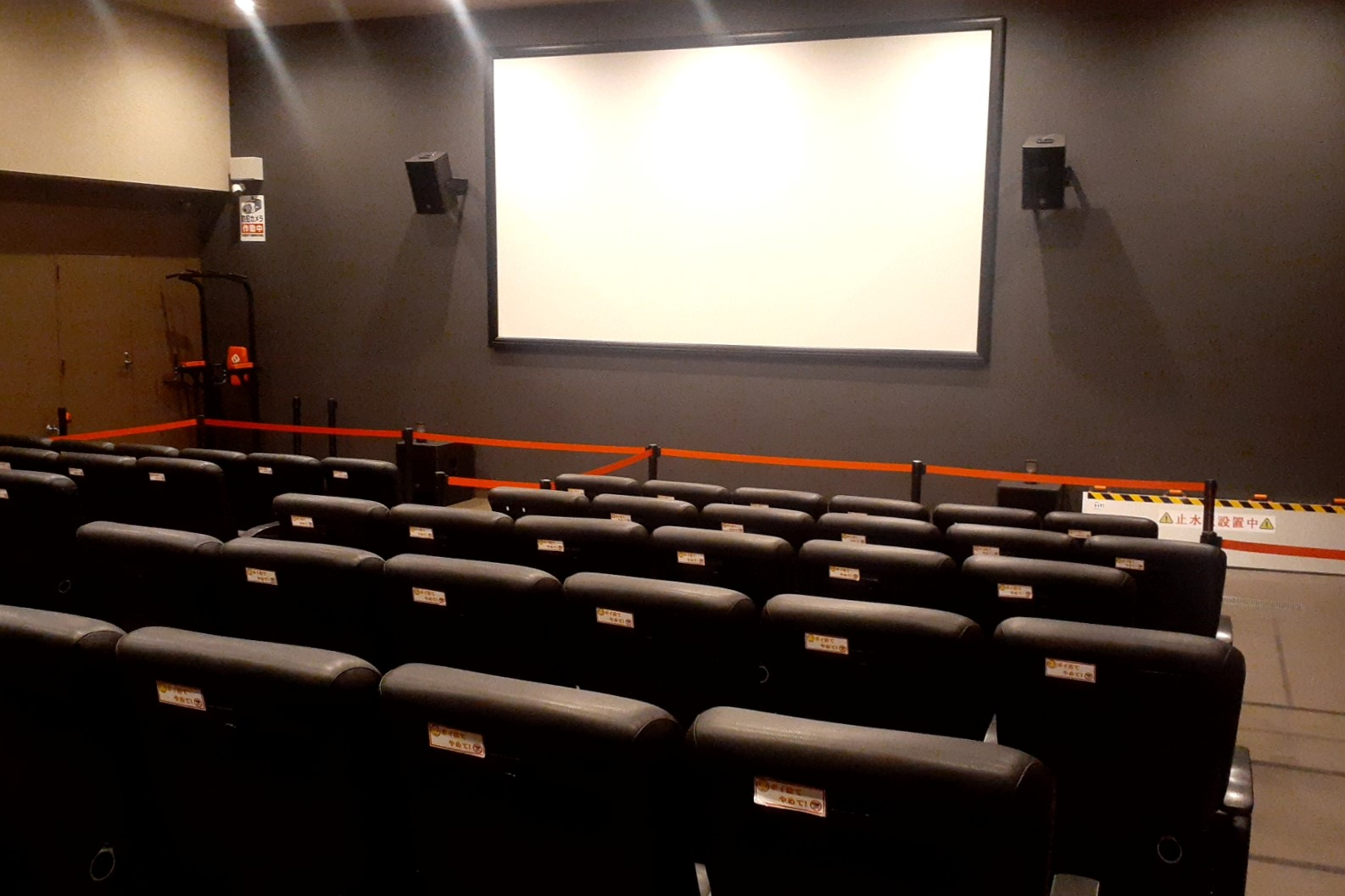
中村映劇（愛知県名古屋市中村区）
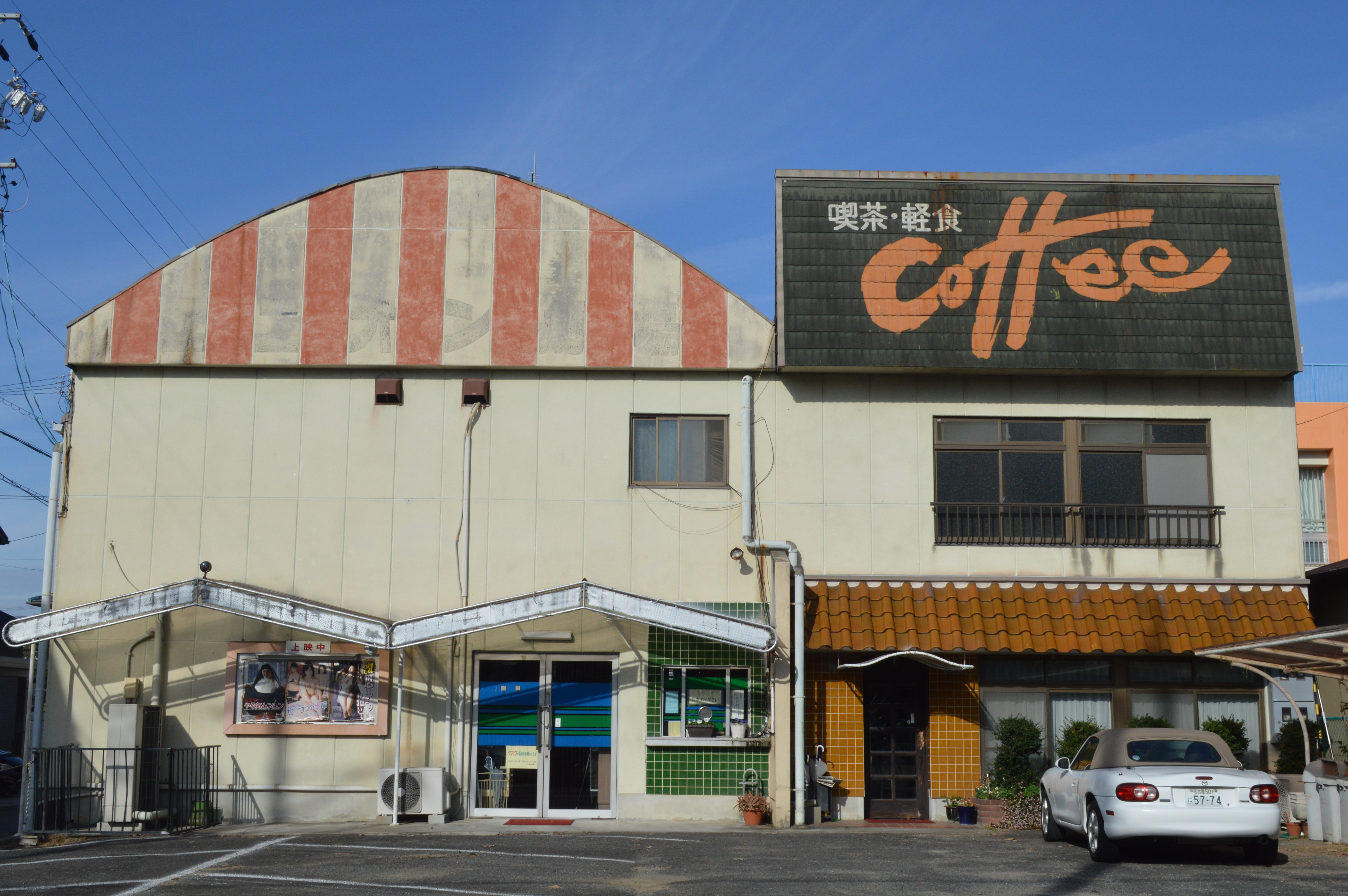
春日井ユニオン劇場（愛知県春日井市）
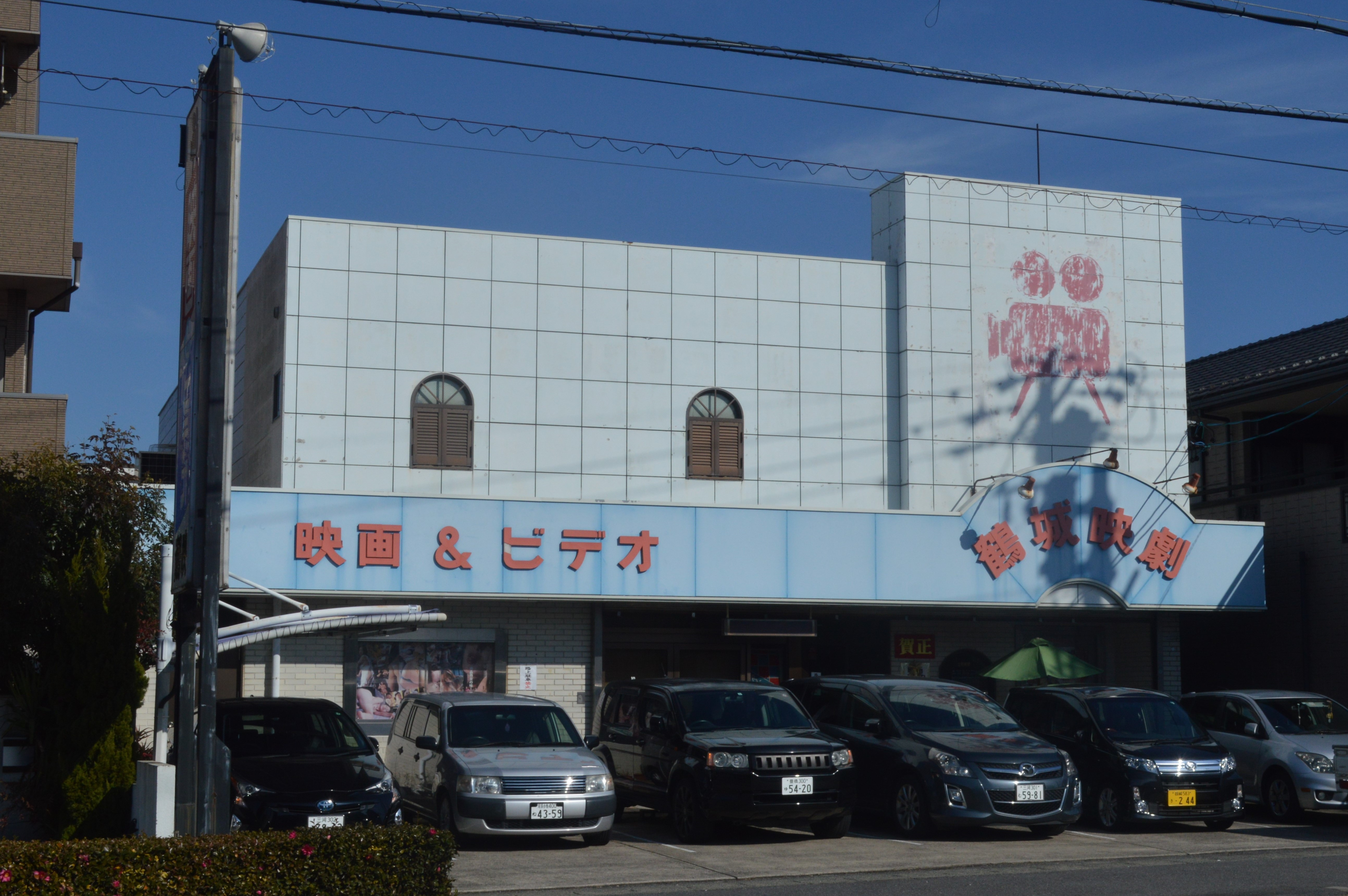
鶴城映劇（愛知県西尾市）
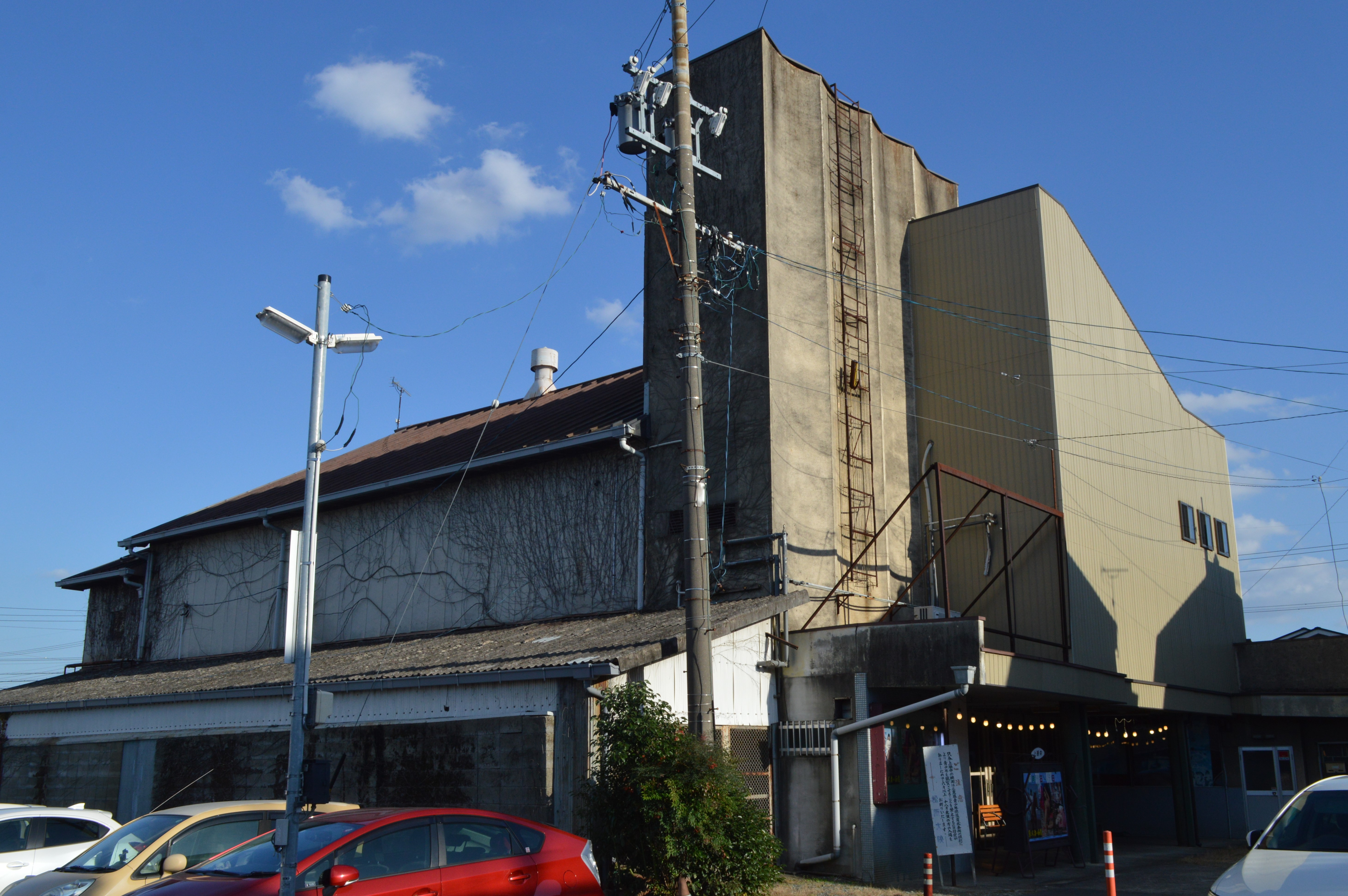
松阪大映（三重県松阪市）
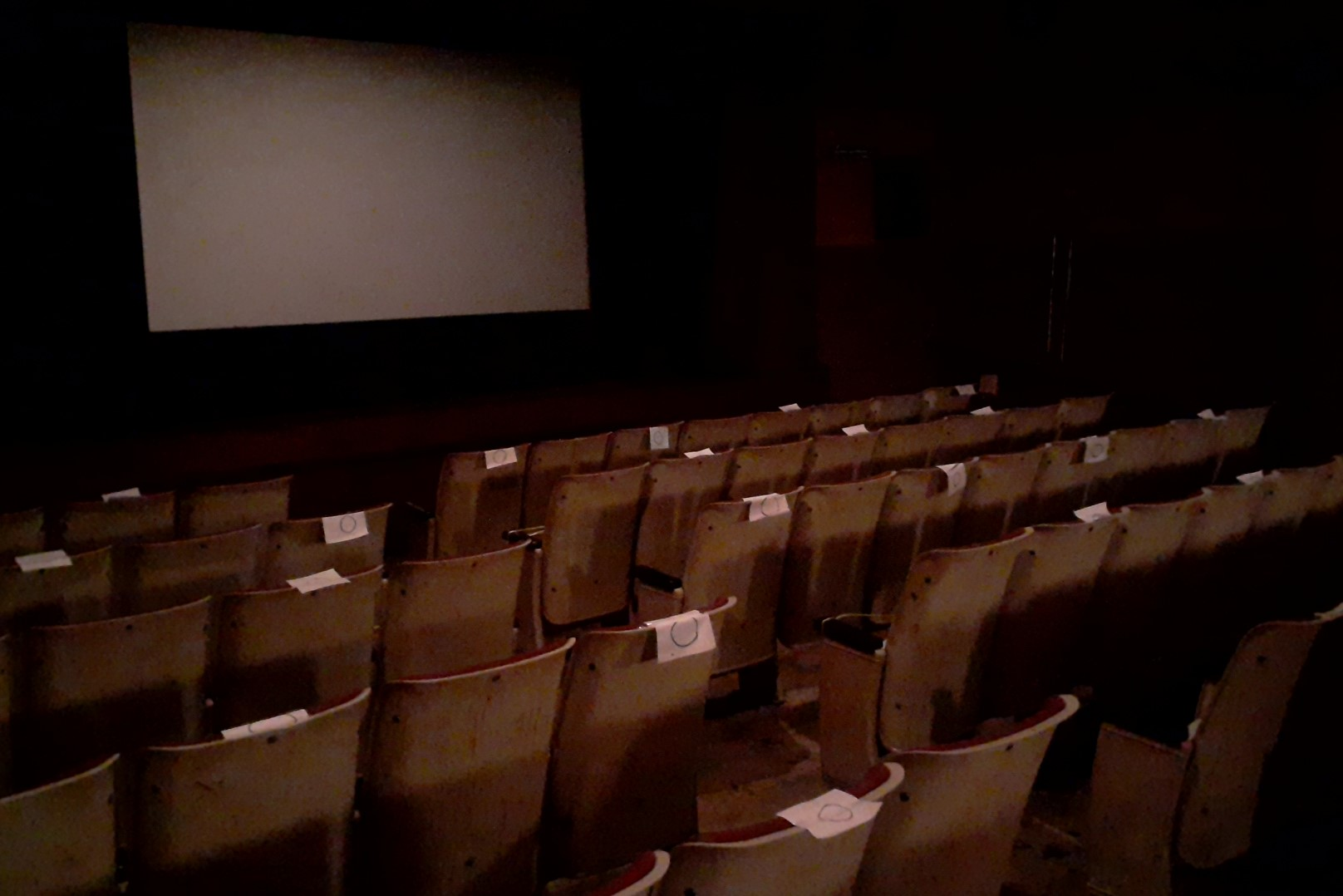
ロッポニカ四日市（三重県四日市市）
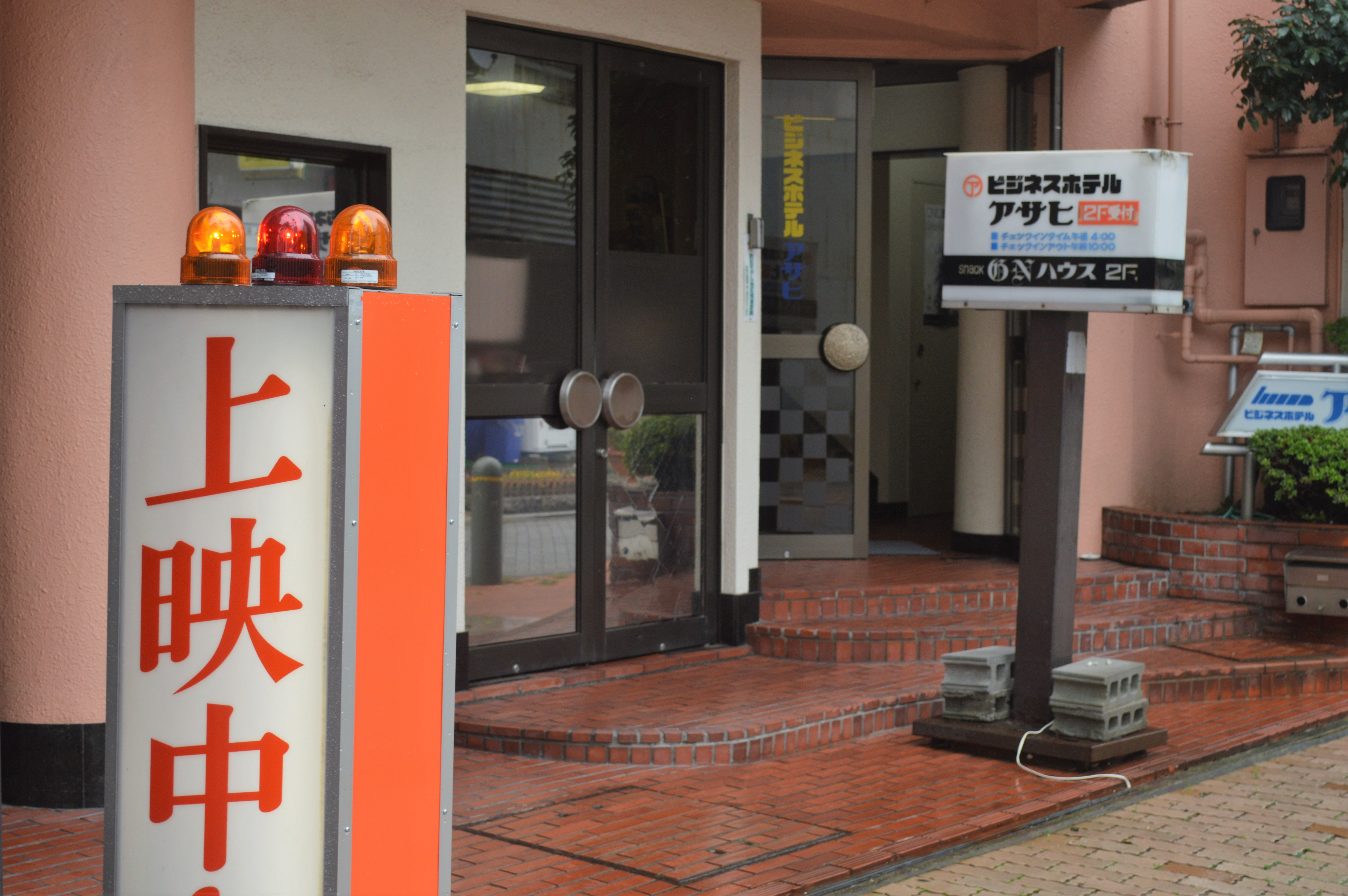
岐阜朝日劇場（岐阜県岐阜市）

### 近畿
- 上六シネマ - 大阪府大阪市天王寺区
- 日劇シネマ・日劇ローズ - 大阪府大阪市浪速区
- 新世界国際地下 - 大阪府大阪市浪速区
- 千本日活 - 京都府京都市上京区
- 本町館 - 京都府京都市東山区
- 福原国際東映 - 兵庫県神戸市兵庫区
- Cinema KOBE 2 - 兵庫県神戸市
- 尼崎パレス - 兵庫県尼崎市

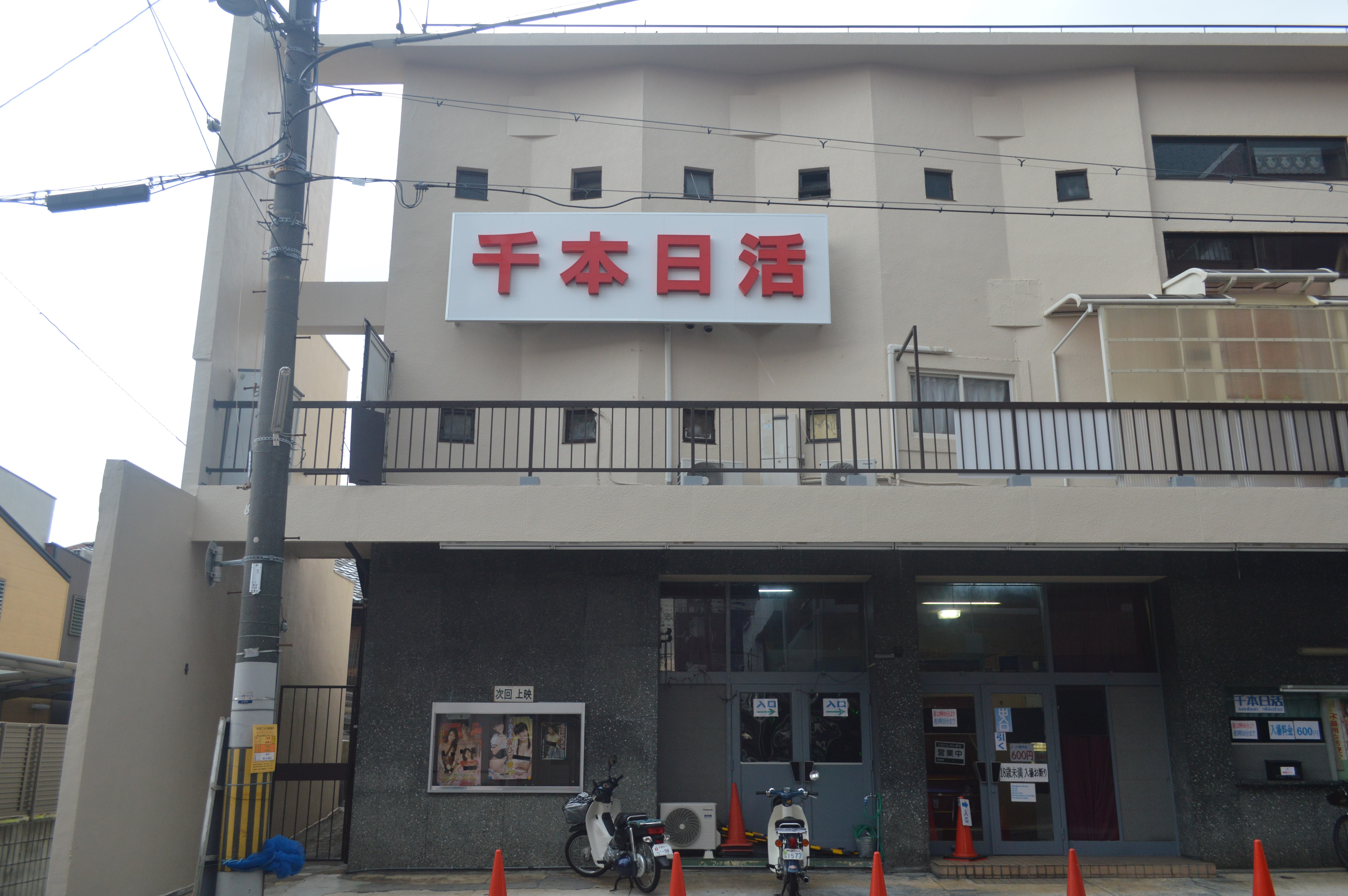
千本日活（京都府京都市上京区）
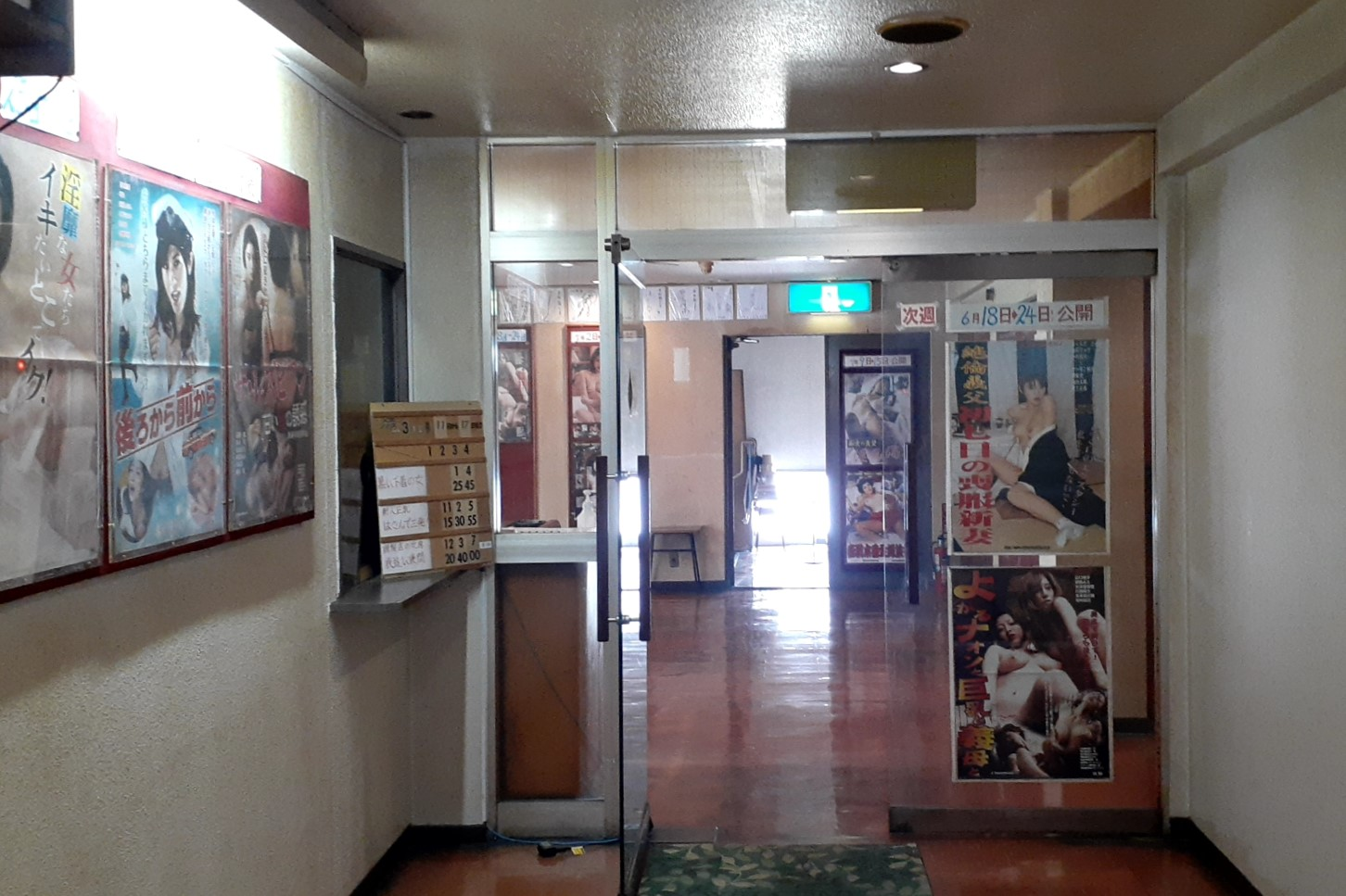
本町館（京都府京都市東山区）
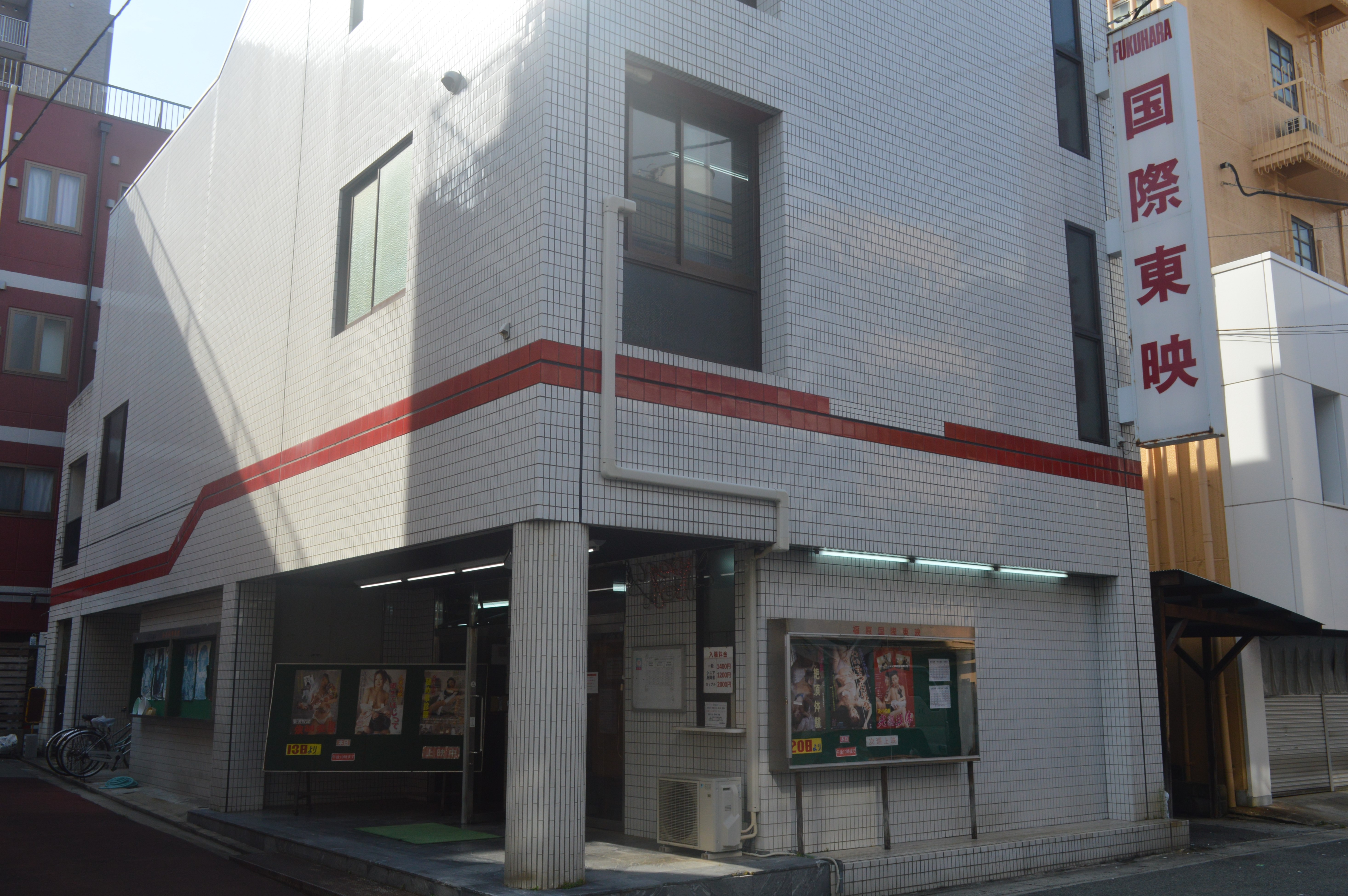
福原国際東映（兵庫県神戸市兵庫区）
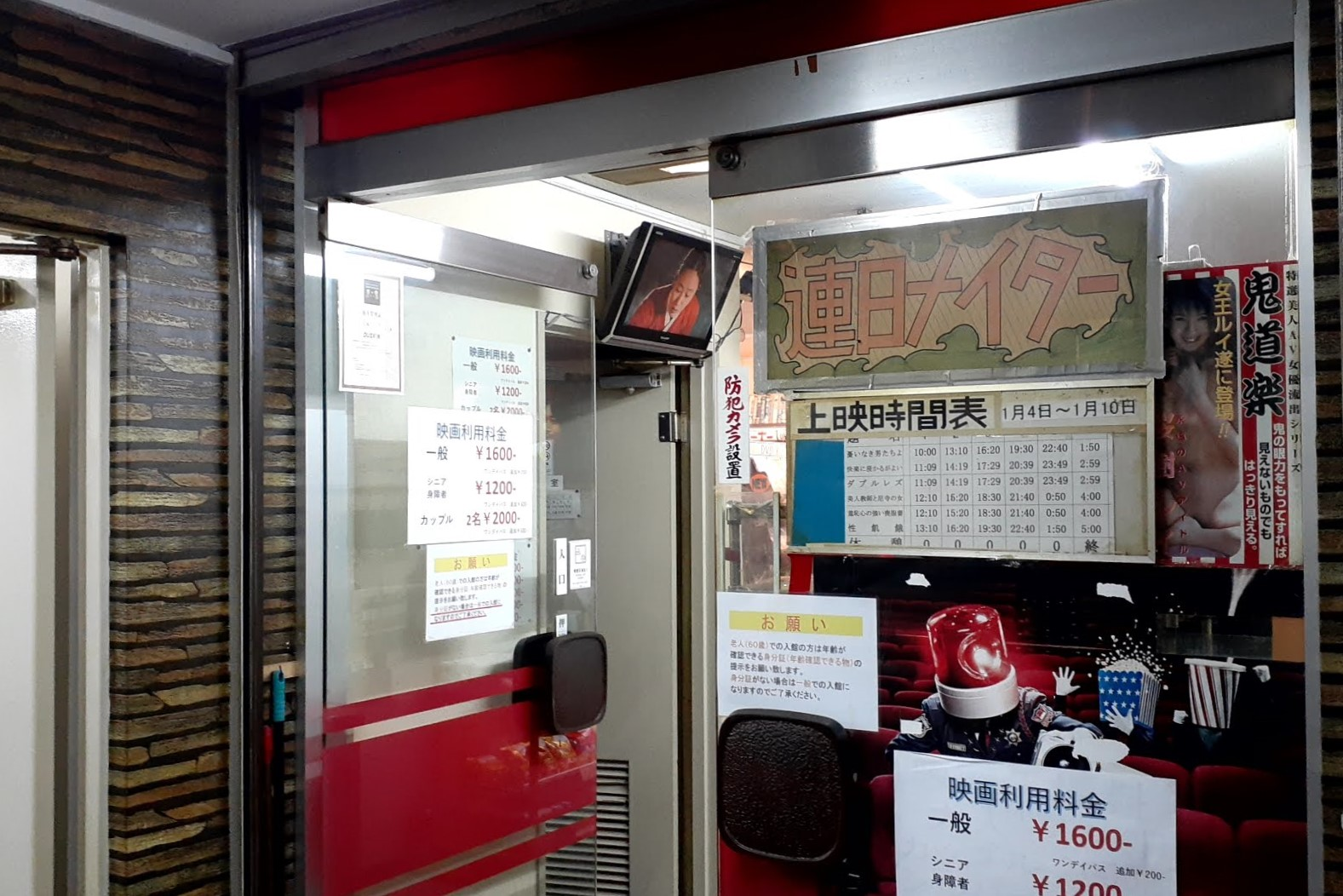
尼崎パレス（兵庫県尼崎市）

### 中国・四国
- 横川有楽座 - 広島県広島市西区
- ロッポニカ高松 - 香川県高松市
- 湊町シネマローズ - 愛媛県松山市

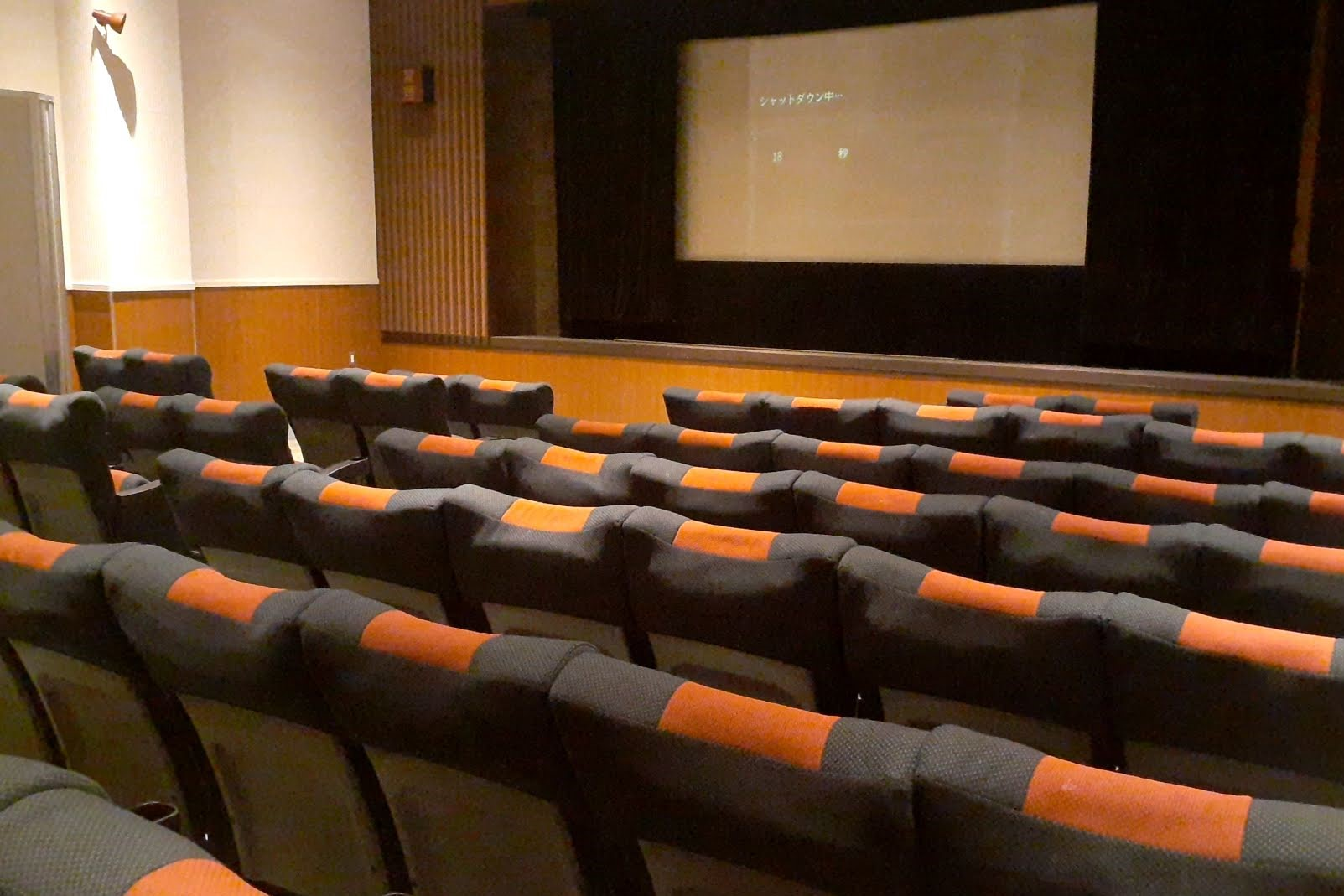
横川有楽座（広島県広島市西区）
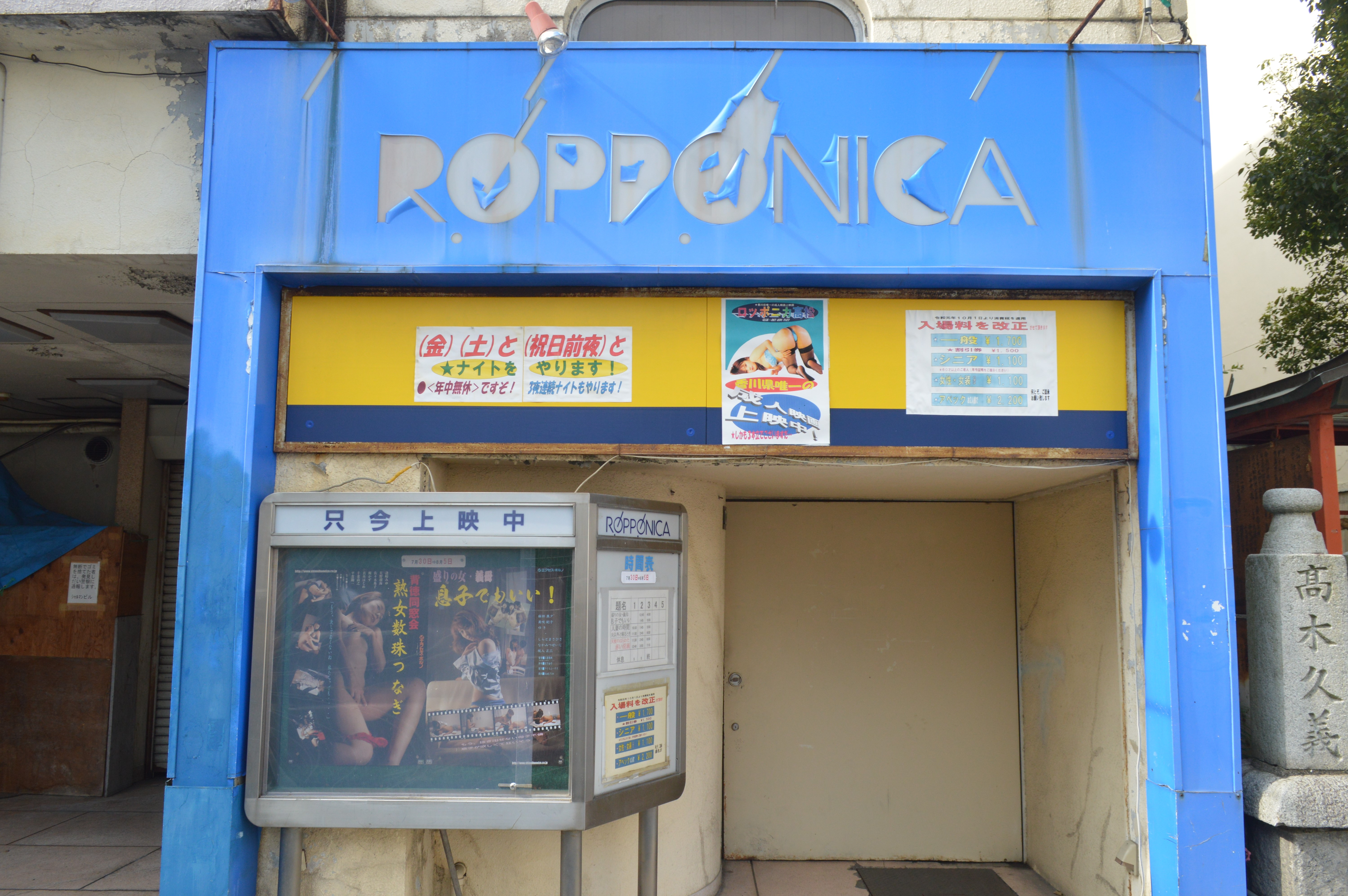
ロッポニカ高松（香川県高松市）
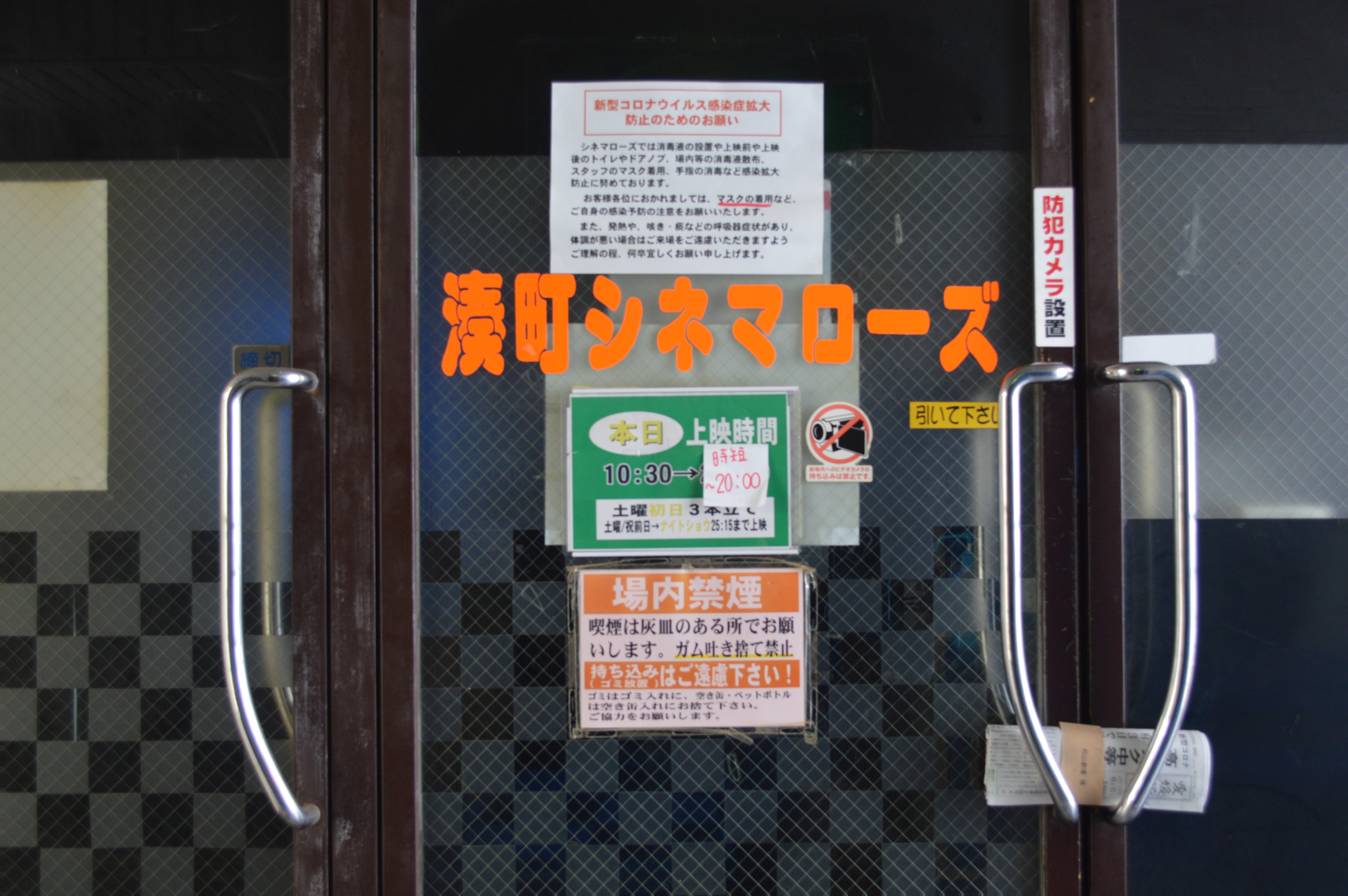
湊町シネマローズ（愛媛県松山市）

### 九州
- 駅前ロマン・駅前パレス - 福岡県福岡市博多区
- 小倉名画座1・2 - 福岡県北九州市小倉北区
- 別府南映劇場 - 大分県別府市
- 桃劇場 - 熊本県熊本市

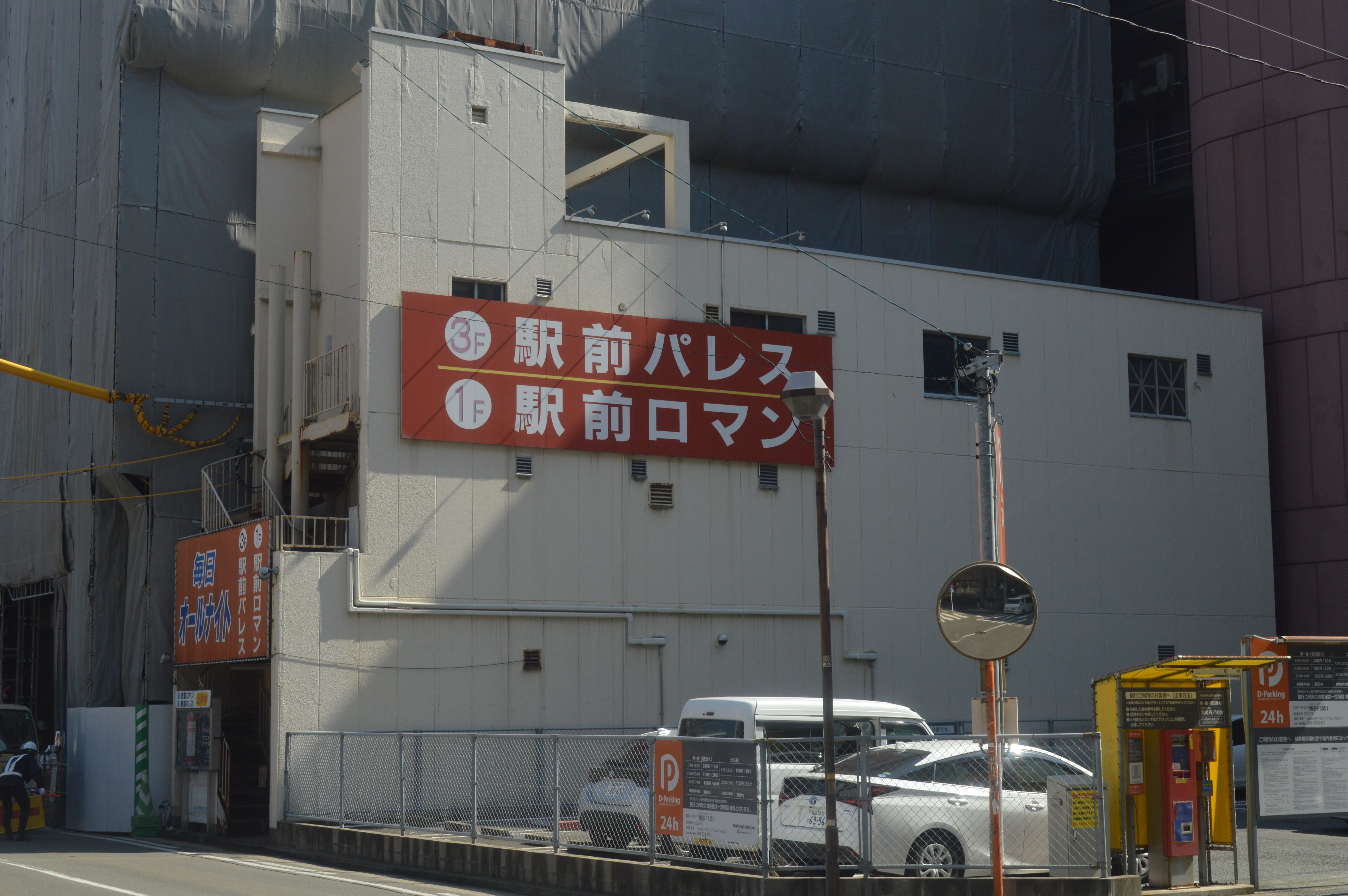
駅前ロマン・駅前パレス（福岡県福岡市博多区）
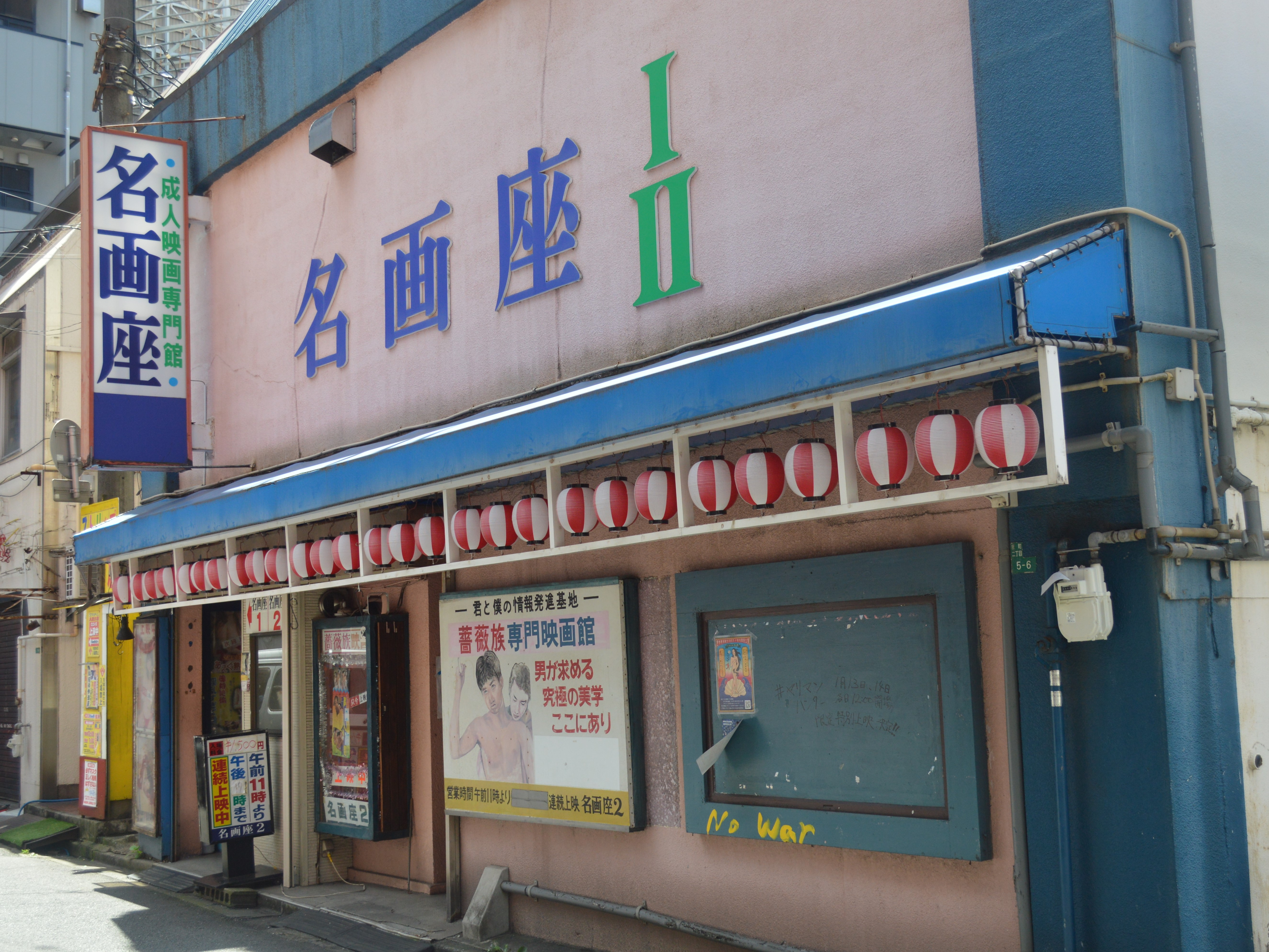
小倉名画座（福岡県北九州市小倉北区）
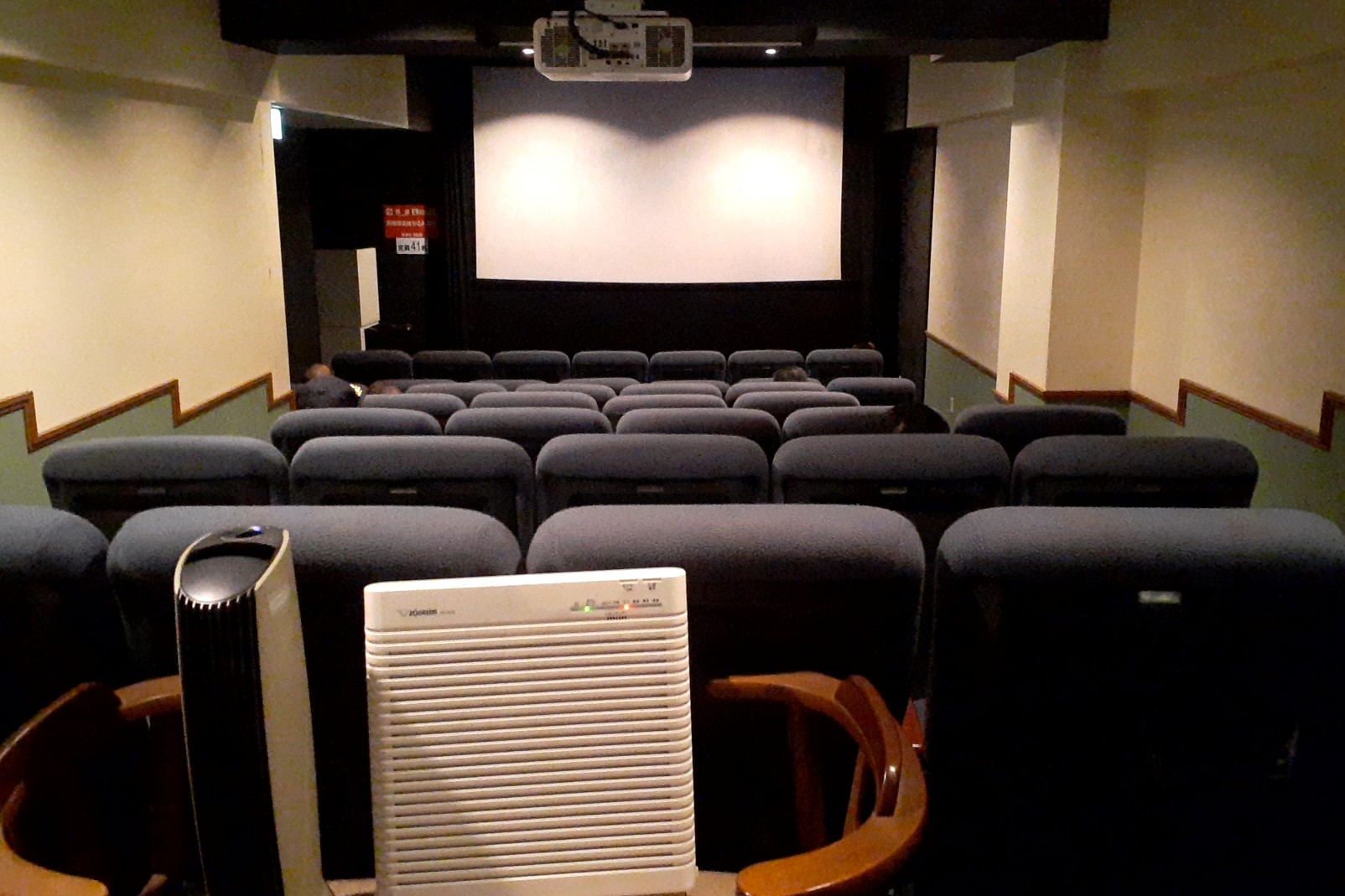
桃劇場（熊本県熊本市）

### 近年に閉館した成人映画館
- 宇都宮オークラ劇場 - 栃木県宇都宮市（2014年8月29日閉館）
- 新橋ロマン劇場 - 東京都港区（2014年8月31日閉館）
- 飯田橋くらら劇場 - 東京都新宿区（2016年5月31日閉館）
- コザ琉映 - 沖縄県沖縄市（2016年7月31日閉館）
- 今池地下劇場 - 愛知県名古屋市千種区（2017年9月28日閉館）
- 横川銀映劇場 - 広島県広島市西区（2018年9月30日閉館）
- 岡山日活 - 岡山県岡山市北区（2019年12月閉館）
- 駅前シネマ - 石川県金沢市（2020年3月31日閉館）
- 尾西シネラマパワー - 愛知県一宮市（2020年12月28日閉館）
- 有楽映画劇場 - 福岡県北九州市八幡東区（2019年6月27日閉館）
- 宮崎ロマン - 宮崎県宮崎市（2020年4月17日閉館）
- 甲南劇場 - 山梨県甲府市（2021年11月23日閉館）
- 国名小劇 - 大阪府大阪市（2021年12月30日閉館）
- 札東映画劇場 - 北海道札幌市東区（2023年3月31日閉館）
- テアトル弘前 - 青森県弘前市（2024年3月22日閉館）

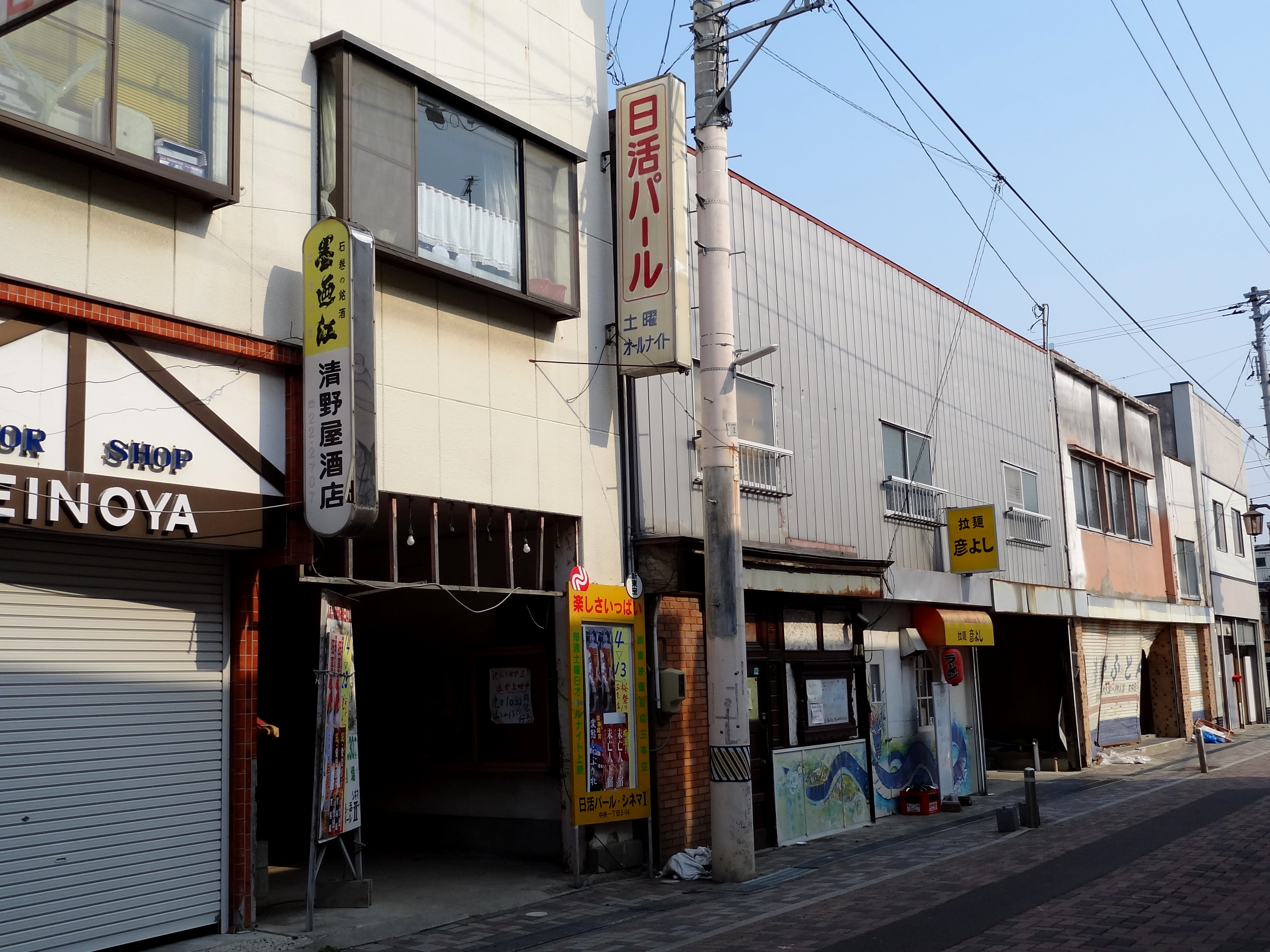
石巻日活パールシネマ（宮城県石巻市）
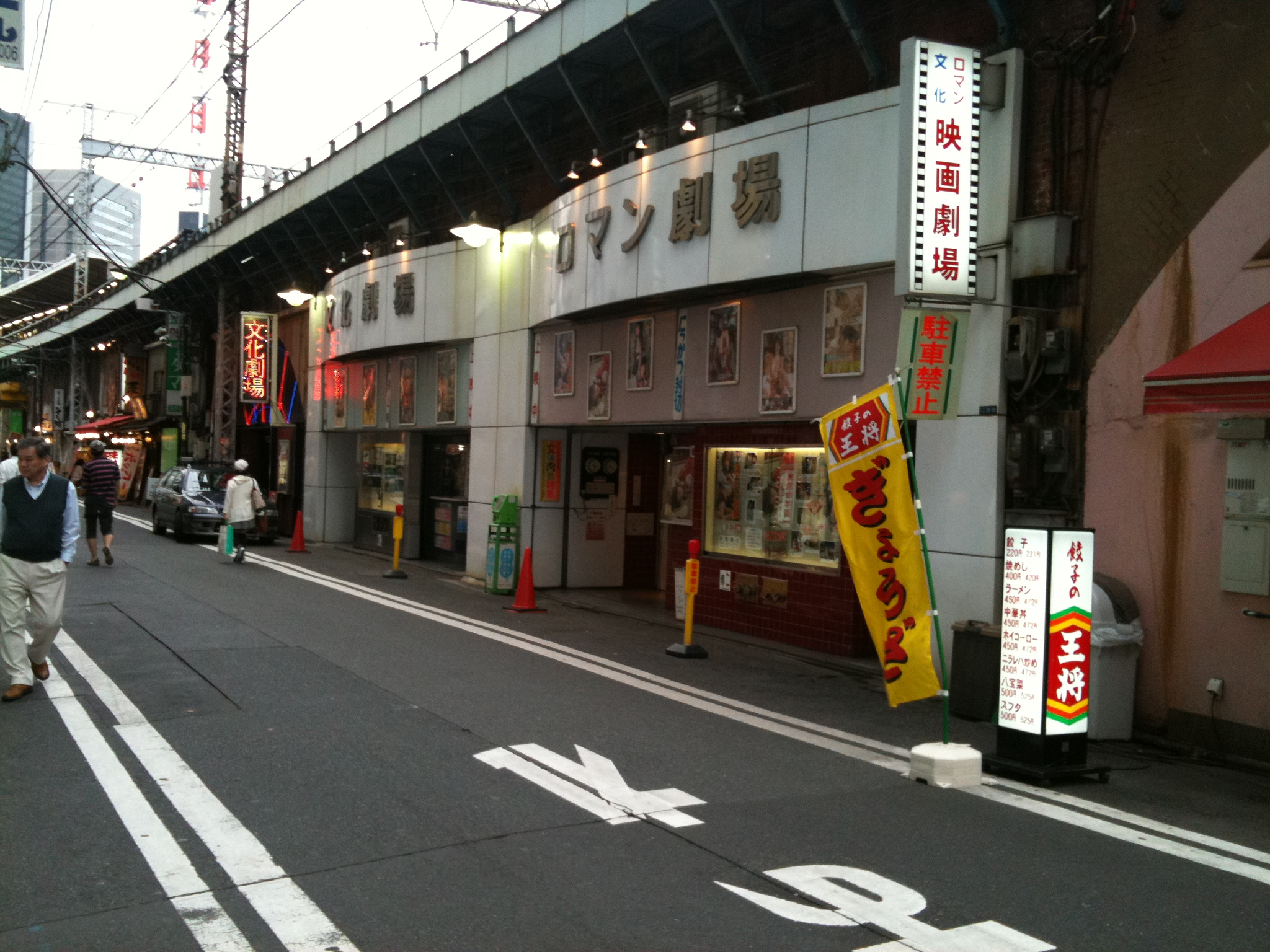
新橋ロマン劇場
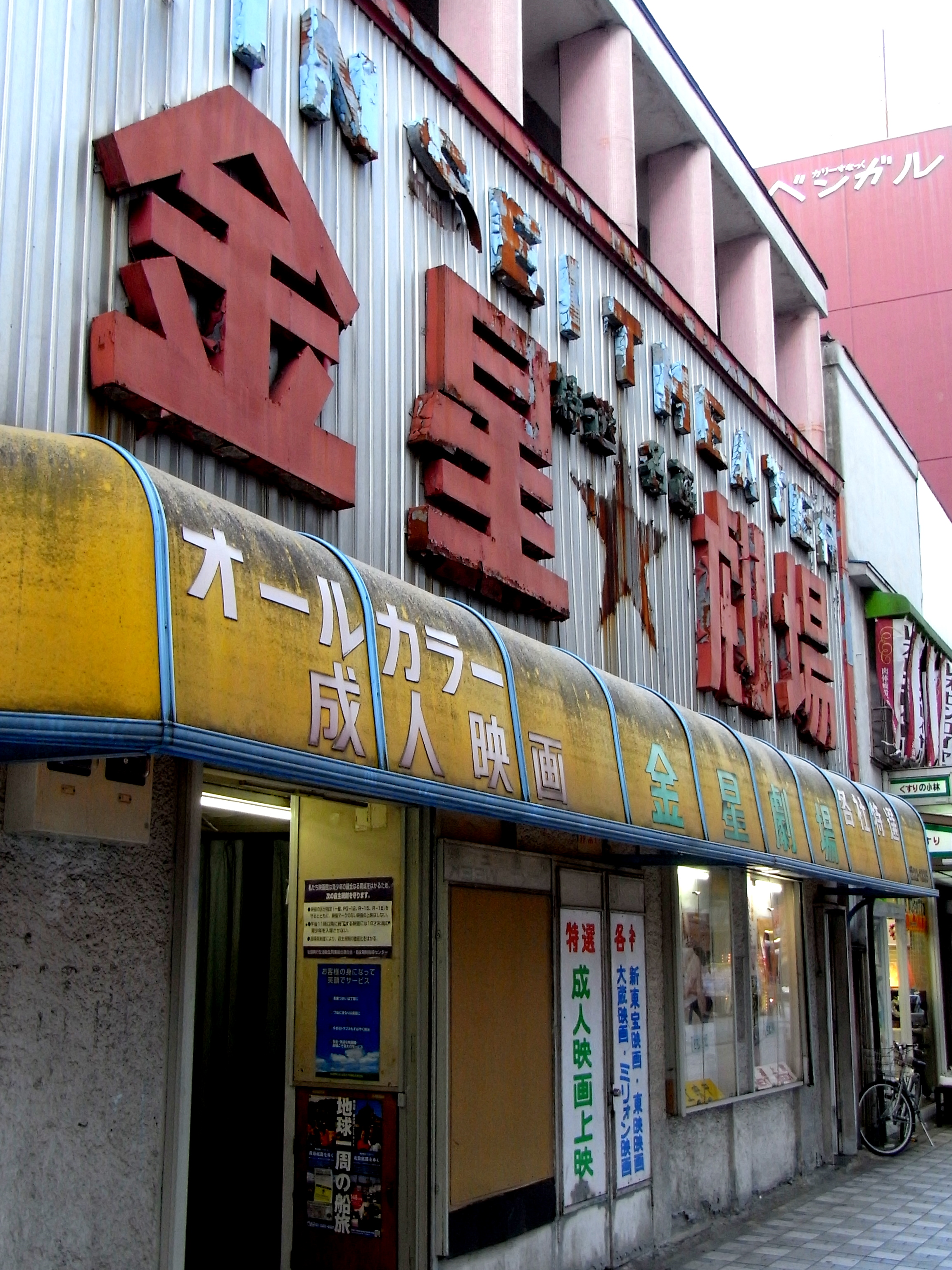
金星劇場（神奈川県横須賀市）
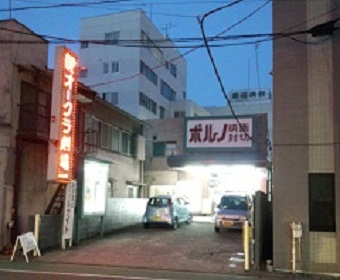
宇都宮オークラ劇場（栃木県宇都宮市）
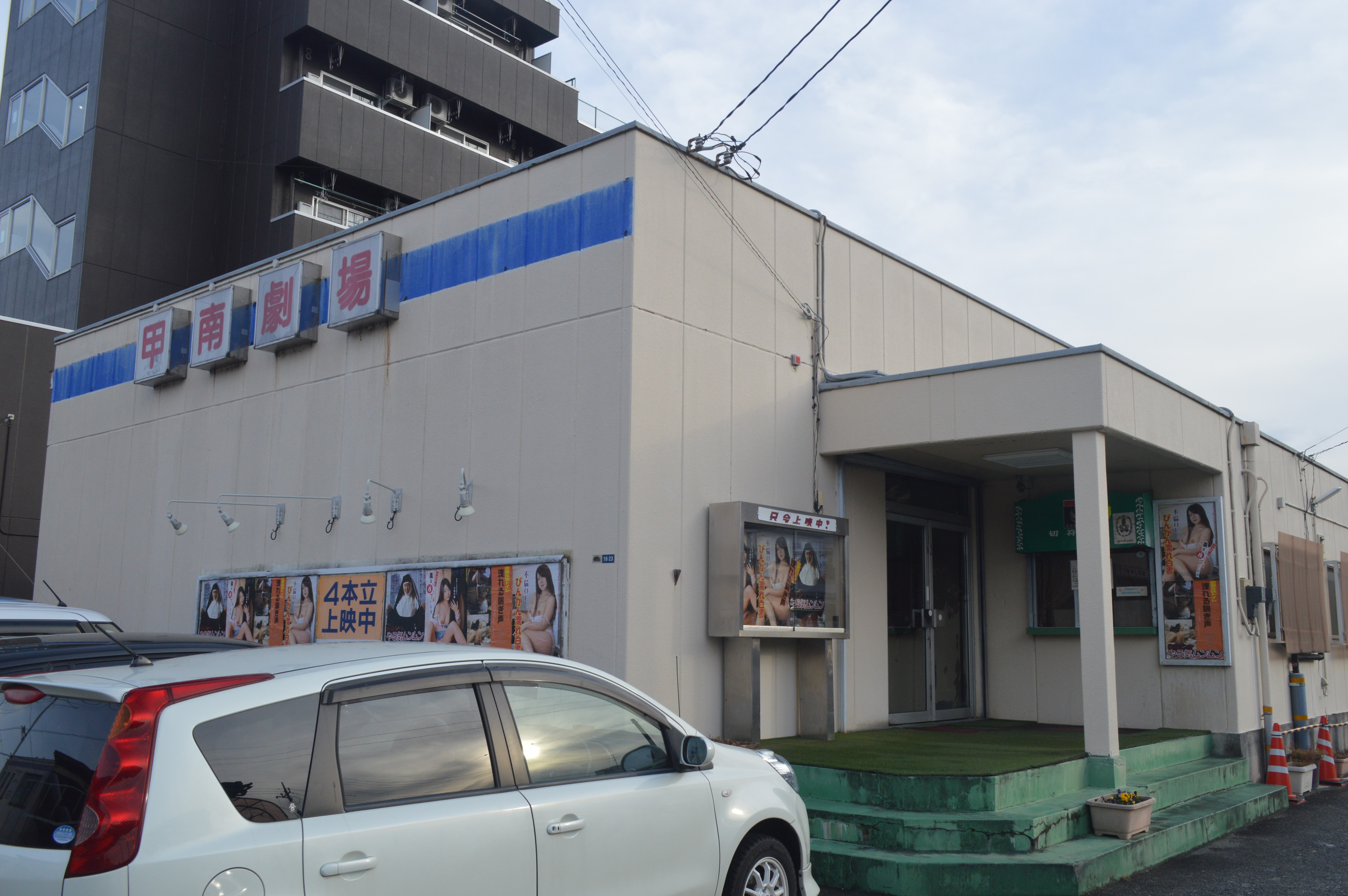
甲南劇場（山梨県甲府市）
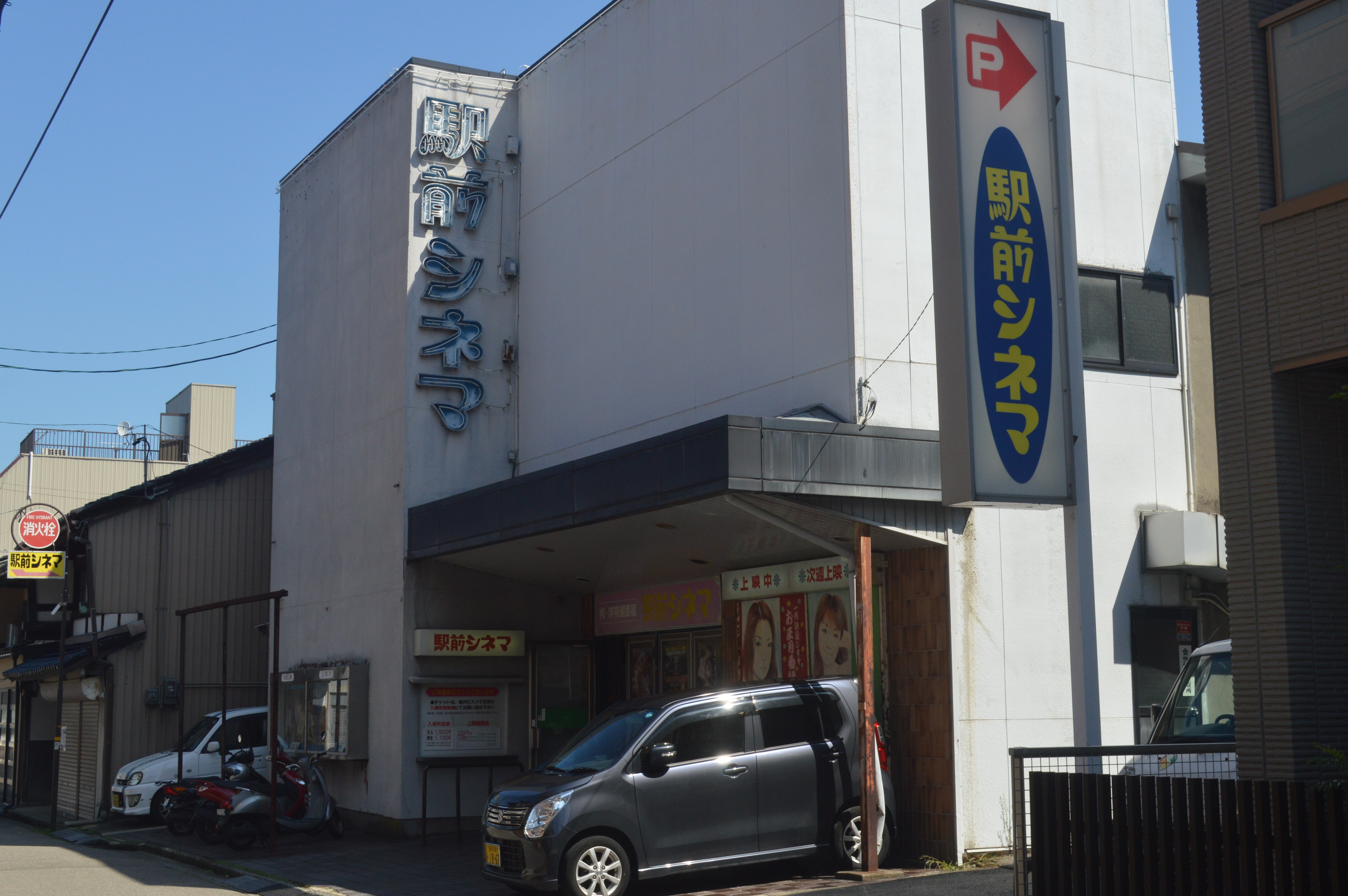
駅前シネマ（石川県金沢市）
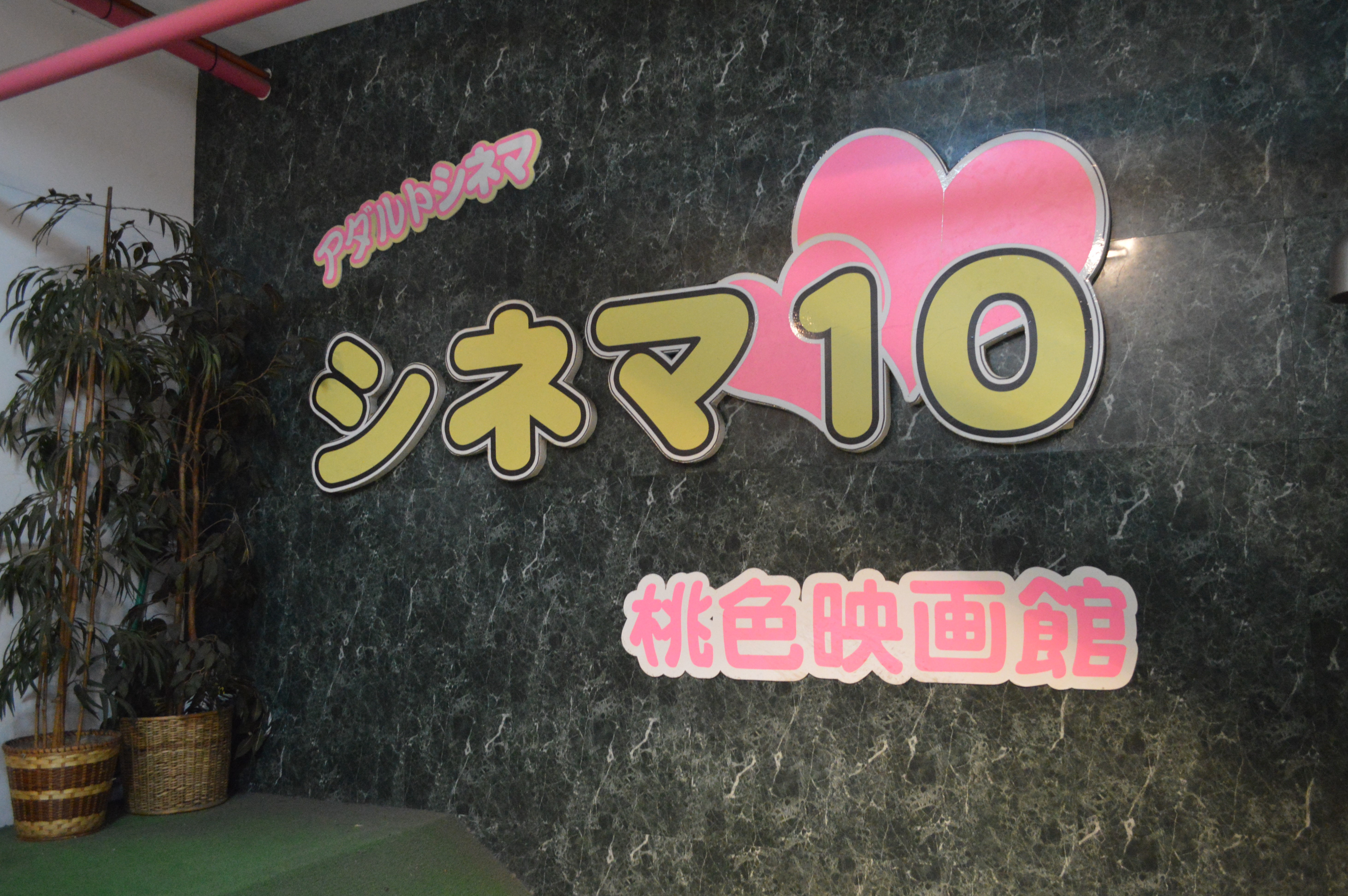
沼津シネマ10（静岡県沼津市）
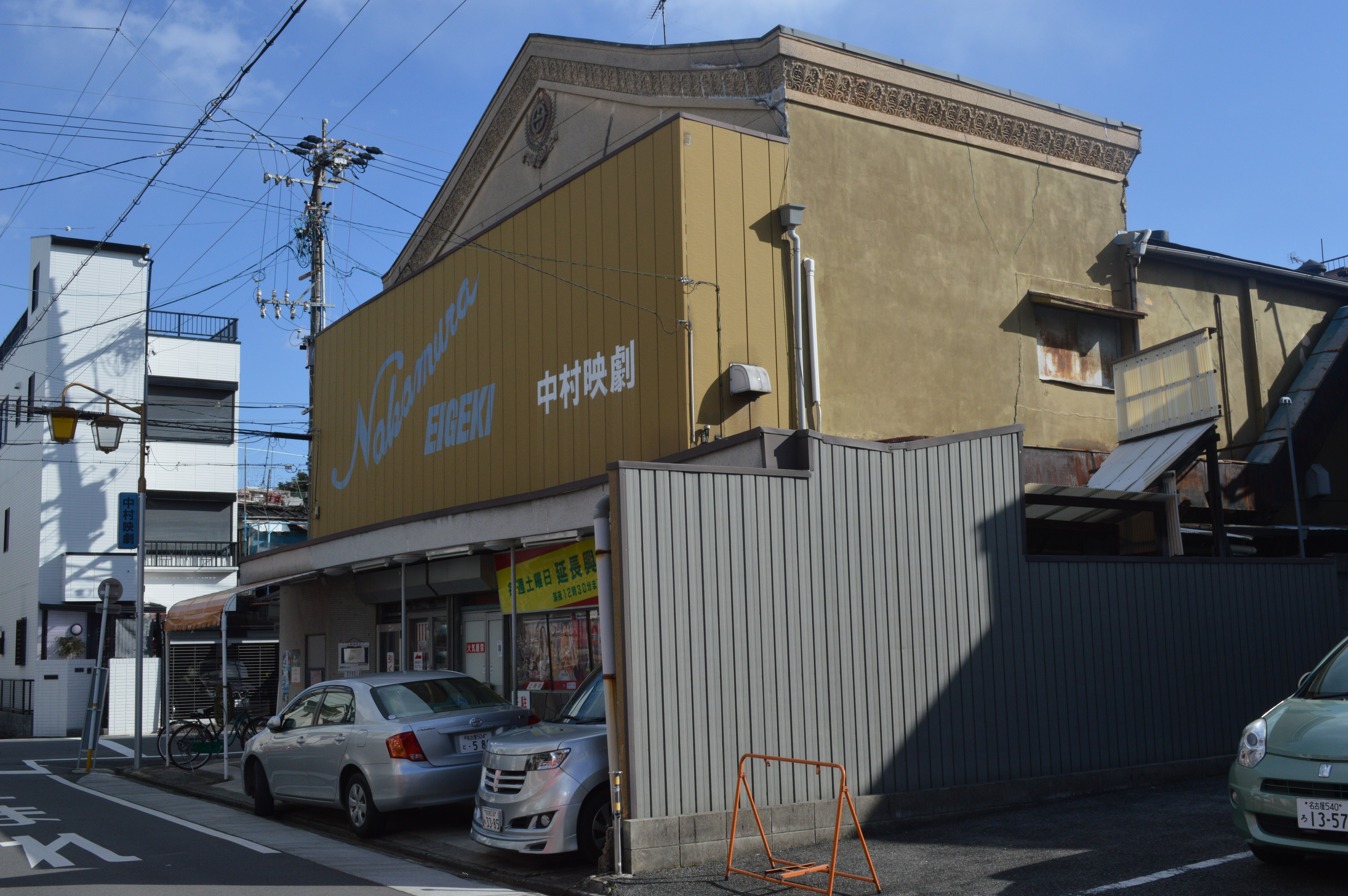
中村映劇の旧館（愛知県名古屋市中村区）
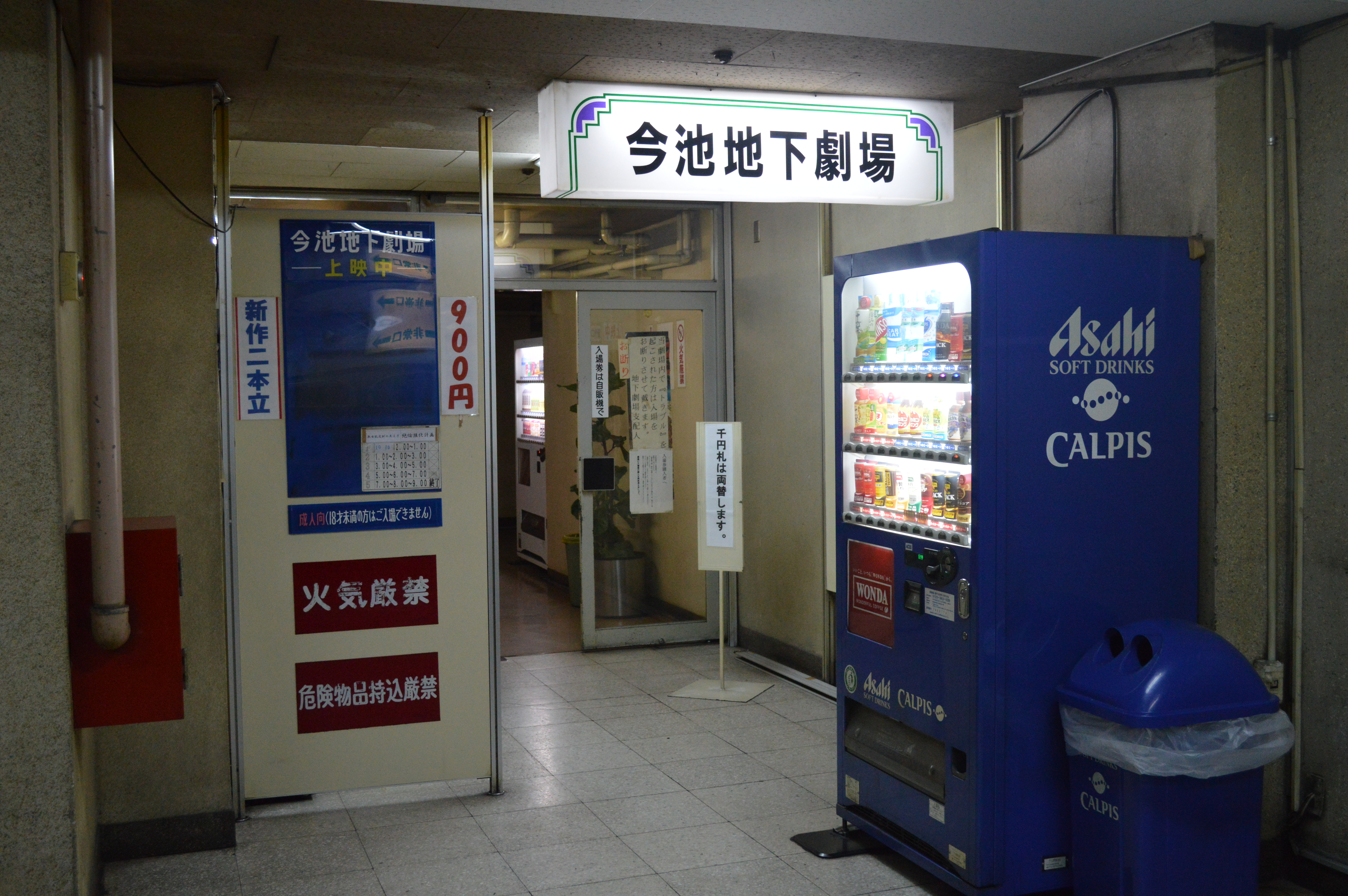
今池地下劇場（愛知県名古屋市千種区）
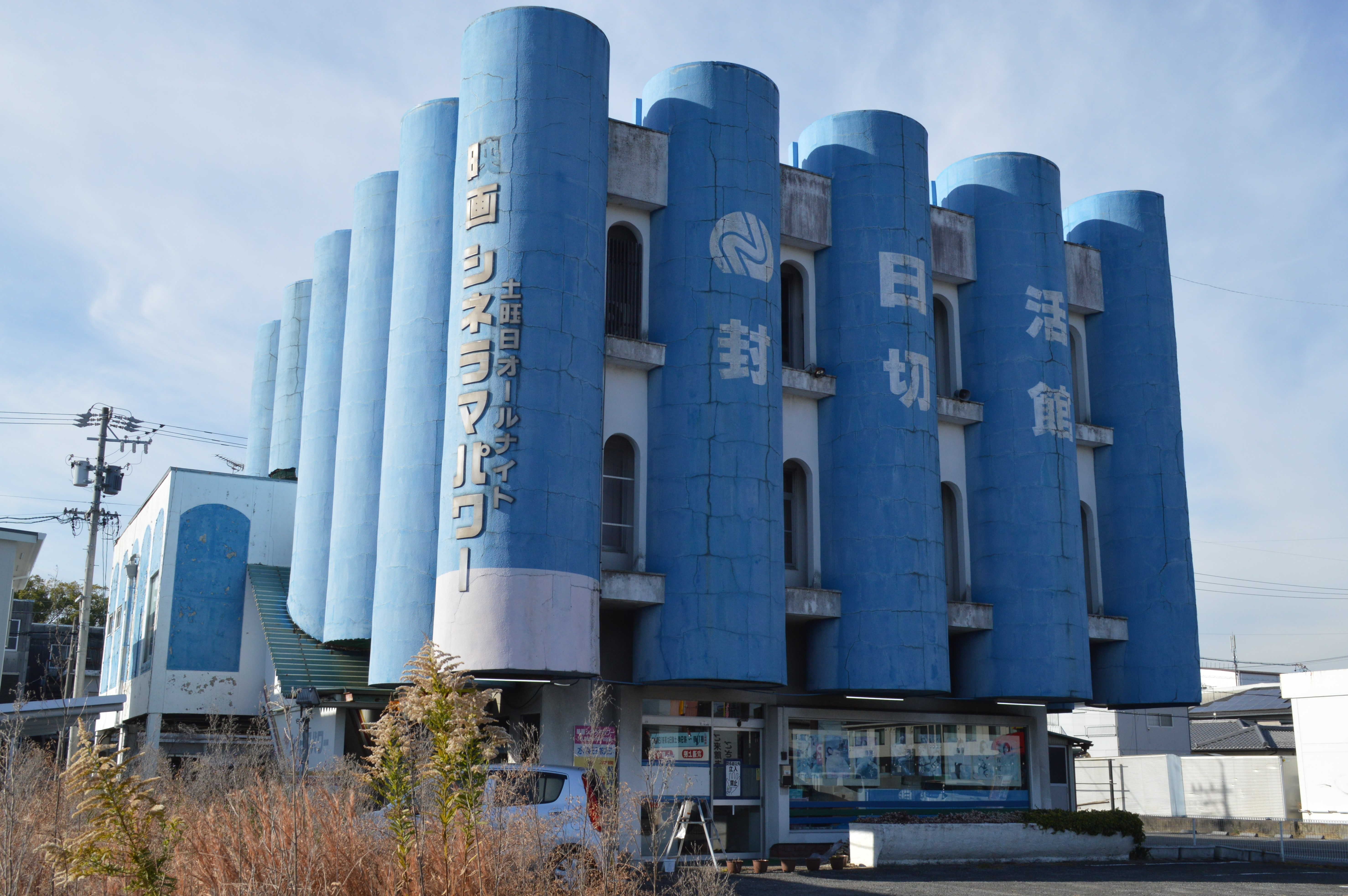
尾西シネラマパワー（愛知県一宮市）
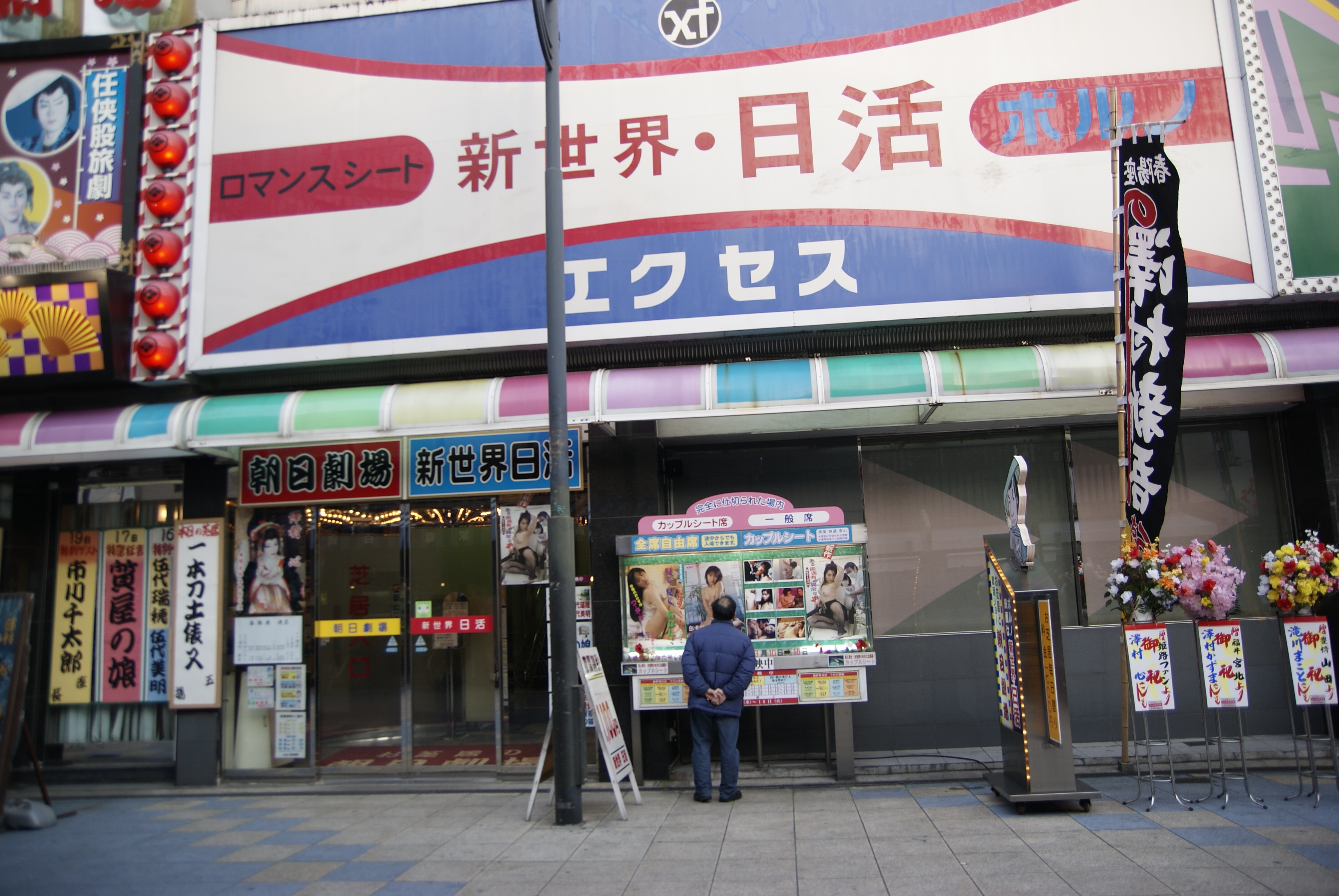
新世界日活（大阪府大阪市浪速区）
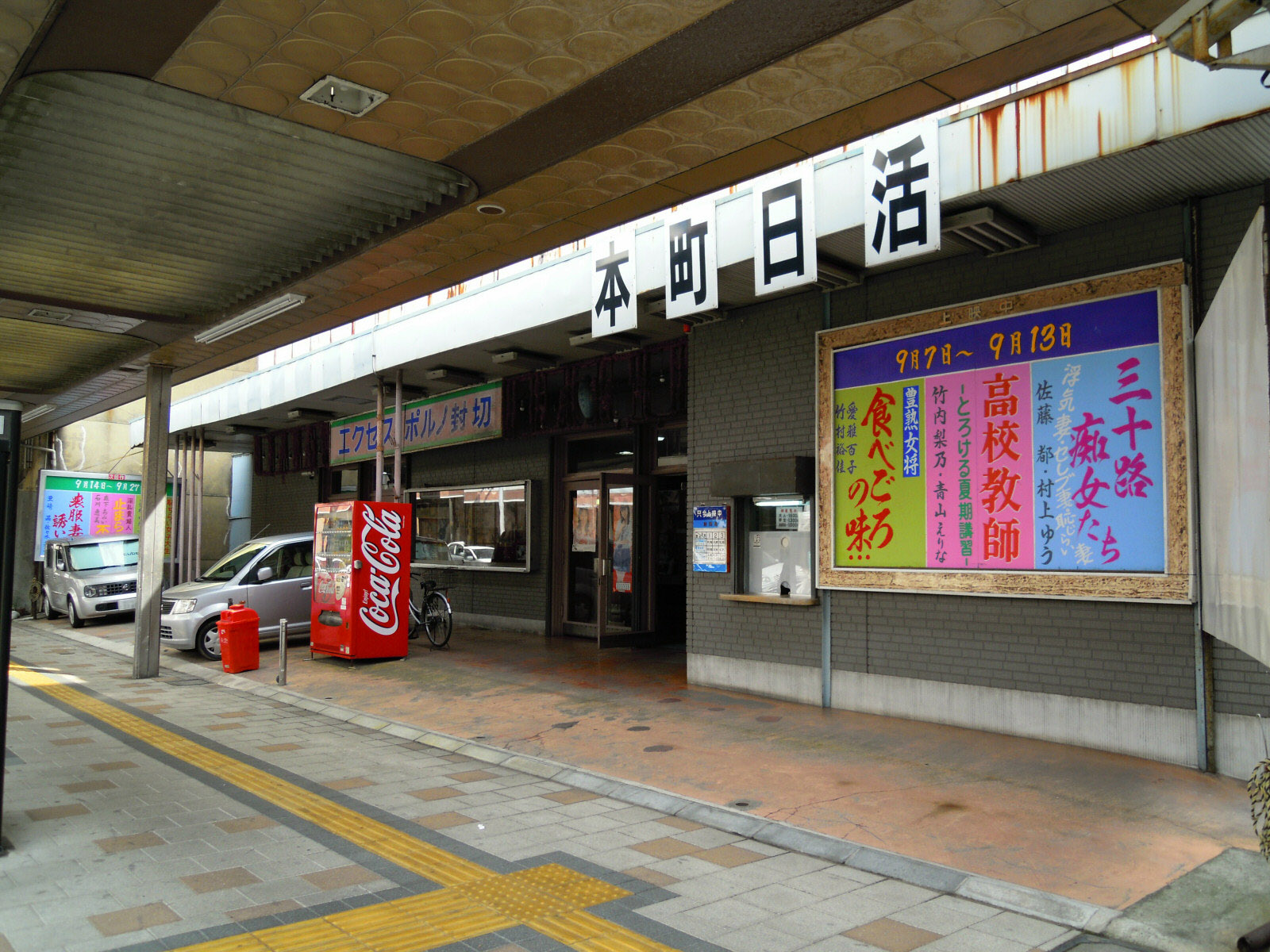
明石本町日活（兵庫県明石市）
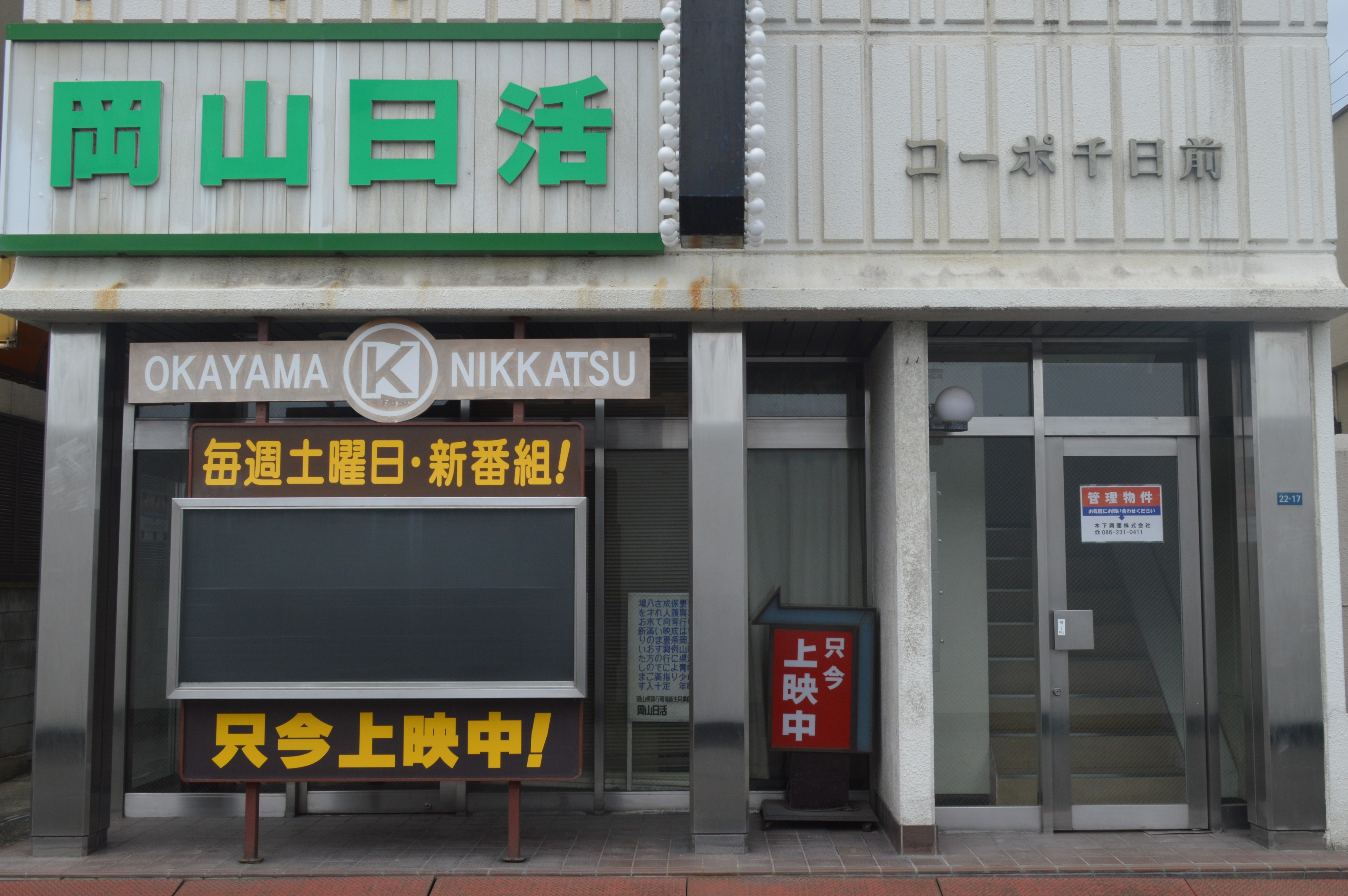
岡山日活（岡山県岡山市北区）
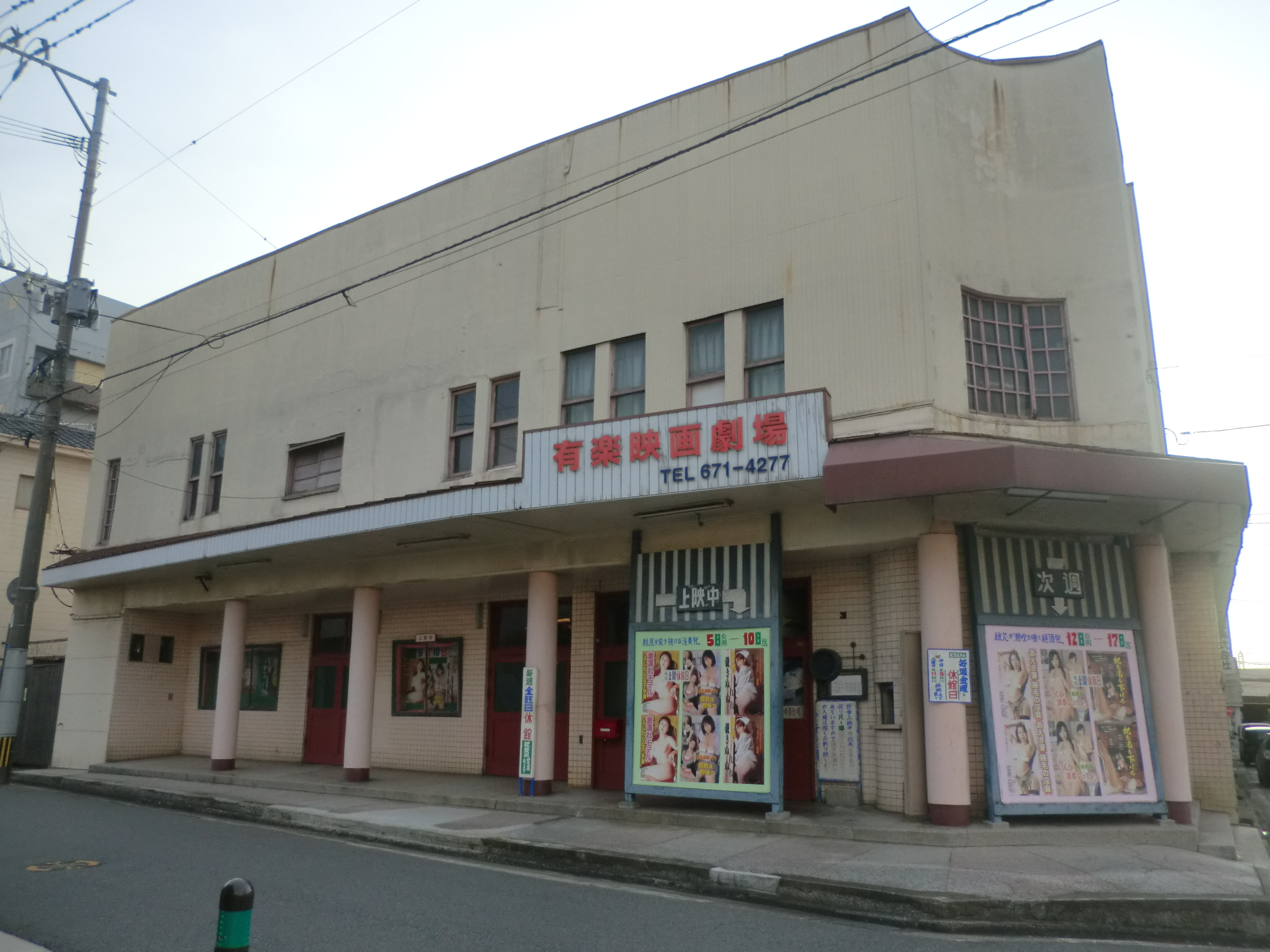
有楽映画劇場（福岡県北九州市八幡東区）
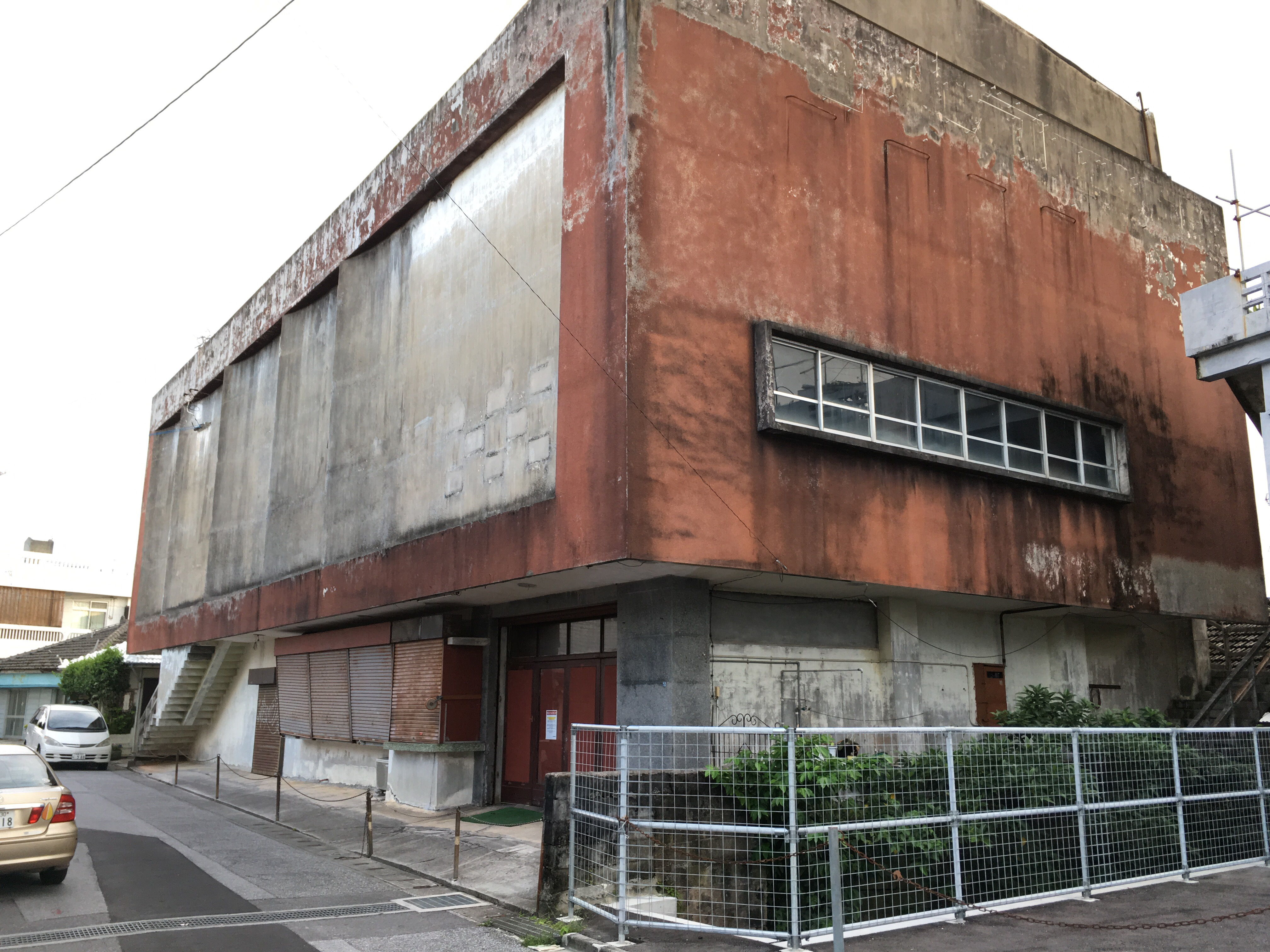
コザ琉映（沖縄県沖縄市）